# Aphrodite
Pour les articles homonymes, voir Aphrodite (homonymie).
Dans la religion grecque antique, Aphrodite (en grec ancien : Ἀφροδίτη / Aphrodítē) est la déesse de l'Amour dans son acception la plus large.
Sa fête principale, les Aphrodisies, était célébrée chaque année au milieu de l'été. En Laconie, Aphrodite était vénérée comme une déesse guerrière.
Dans la mythologie grecque, Aphrodite est quelquefois mariée à Héphaïstos, dieu du feu, de la forge et de la métallurgie. Les légendes font également part de ses aventures avec de nombreux amants (mais qui ne sont pas tous des dieux), dont notamment Arès, Dionysos et Hermès.
Avec Athéna et Héra, Aphrodite est l'une des trois déesses dont la querelle entraîne le début de la guerre de Troie au cours de laquelle elle joue un rôle majeur.
Plus tard, les Romains ont assimilé Aphrodite à la Vénus de la mythologie romaine.
Aphrodite a été présentée dans l'art occidental comme un symbole de la beauté féminine et elle apparaît dans de nombreuses œuvres artistiques depuis la Renaissance jusqu'à nos jours.

## Origine
Déjà, les historiens grecs se sont posé la question de l'origine du culte d'Aphrodite et des mythes la concernant.
Hérodote a avancé une origine orientale. Il situe le plus ancien temple d'Aphrodite « Ourania » dans la ville d'Ascalon, en Syrie :
- Histoire ou L'Enquête, I, 105 : « ce temple, d'après les informations que j'ai recueillies, est le plus ancien de tous les temples consacrés à la déesse : le temple de Chypre en est issu, aux dires des Cypriotes eux-mêmes, et celui de Cythère fut fondé par les Phéniciens originaires de cette région[4],[5]. » L'édition de La Pléiade note : « La déesse syrienne Atargatis ou Dercéto est assimilée par les Grecs à leur “Aphrodite Céleste” (Ourania, fille d'Ouranos, le Ciel) invoquée sous ce nom dans les îles de Chypre et de Cythère où elle avait des temples célèbres »[4].
- Hérodote (Histoire, I, 131) : Les Perses « ont appris des Assyriens et des Arabes à sacrifier aussi à l'Aphrodite Céleste : cette déesse se nomme Mylitta chez les Assyriens, Alilat chez les Arabes, Mitra chez les Perses »[4]. L'édition de La Pléiade note : « La déesse qu'Hérodote appelle Mitra, nom de désinence féminine pour un Grec, mais qui désignait Mithra, le soleil, est Anahita, déesse des eaux et de la fécondité, qu'il identifie à la déesse assyrienne Mylitta (cf. I, 199) et à la déesse arabe Alilat » (correction au texte des manuscrits qui portent Alitta, sur le modèle du nom précédent, Mylitta)[4].

De fait, elle correspond très probablement à la déesse Ishtar-Astarté, avec laquelle elle partage de nombreux traits : ce sont des divinités androgynes ; Astarté est la « reine du ciel » alors qu'Aphrodite est dite « la céleste » (Ourania) ; leur culte comprend l'offrande d'encens et le sacrifice de colombes. Par ailleurs, le nom d'Aphrodite n'a pas été retrouvé sur les tablettes de linéaire B, témoignages écrits de la civilisation mycénienne.
Depuis le XIXe siècle, l'origine d'Aphrodite a fait l'objet de nombreuses études et controverses. L'opinion dominante la fait dériver de divinités du Moyen-Orient, que les Grecs auraient adoptées et transformées au cours du temps.

### Déesse de l'aube indo-européenne
Certains mythologues comparatifs ont affirmé qu'Aphrodite était un aspect de la déesse grecque de l'aube, Éos, et qu'elle résultait donc en définitive de la déesse de l'aube indo-européenne **h₂ewsṓs (grec Éos, latin Aurora, sanskrit Ushas). Deborah Dickmann Boedeker souligne ainsi que la désignation d'Aphrodite comme « fille de Zeus » ou, selon les traditions, d'Ouranos, rejoint celle de l'Aurore comme fille du Ciel dans la tradition indo-européenne. La plupart des érudits modernes ont rejeté la notion d'une Aphrodite purement indo-européenne, mais il se peut que la notion indo-européenne d'une déesse de l'aube ait influencé celle de la divinité, à l'origine sémitique, Aphrodite, également réputée pour sa beauté érotique, sa sexualité agressive et ses relations avec des amants mortels.
Michael Janda analyse le nom d'Aphrodite comme une épithète d'Éos signifiant « celle qui se lève de l'écume [de l'océan] » qui renvoie au récit théogonique d'Hésiode de la naissance d'Aphrodite en tant que réflexe archaïque du mythe indo-européen. Jean Haudry l'interprète également comme signifiant « cheminant sur l'écume » ou « qui a l'éclat de l'écume ». Le mythe d'Aphrodite émergeant des eaux après que Cronos a vaincu Ouranos, serait alors directement apparenté à celui d'Indra vainqueur de Vrtra et libérant Ushas, la déesse de l'aurore dans le Rig-Véda. Cette image héritée se retrouve dans son épiclèse d'Aphrodite Anadyomène « celle qui sort de l'eau ».
À l'origine, déesse de l'Aurore, elle est devenue la déesse de l'amour sous toutes ses formes, incluant la prostitution, avec l'Aphrodite pórnē d'Abydos, l'Aphrodite hetaíra d'Athènes, ce rôle dérivant du mythe de l'Aurore qui s'unit à un mortel.

## Les traditions grecques
Aphrodite apparaît pour la première fois dans Homère (Iliade, II, 819-821) : « Les Dardaniens suivaient Enée, le noble fils d'Anchise, fruit des amours d'Anchise et de la divine Aphrodite, déesse unie à un mortel, sur les flancs de l'Ida. » Elle sera aussi citée dans l’Iliade aux vers III, 374-382; V, 130-132; 311-318; 329-430; XIV, 188-224; XIX, 282; XX, 4-40; 105; XXI, 385-520; XXII, 470-472; XXIII, 184-187…
Elle est citée dans l’Odyssée : VIII, 266-366; 306-320; 363.

### Naissance

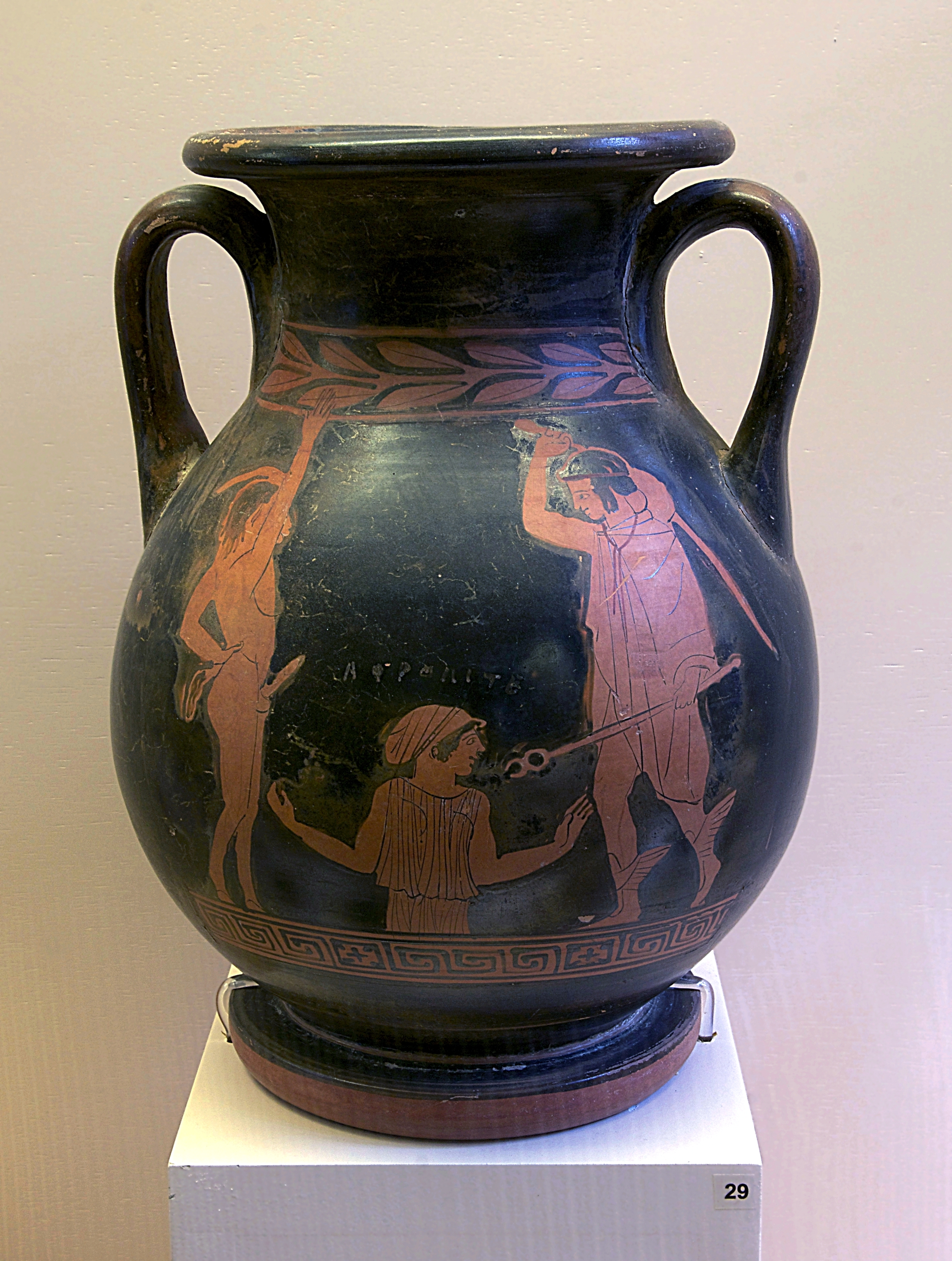
La naissance d'Aphrodite sur une pélikè attique à figures rouges, vers 450 avant notre ère. (Musée archéologique, Rhodes).

Aphrodite possède plusieurs légendes sur sa naissance.
Dans les épopées homériques, l’Iliade et l’Odyssée, les plus anciennes œuvres littéraires grecques connues, Aphrodite naît de Zeus (Iliade, V, 131; 329-351; 418-430; XIV, 188-224; XX, 105; XXIII, 184-187) et Dioné (Iliade, V, 348-417) : « Lors Aphrodite tomba aux genoux de Dioné, sa mère, et celle-ci serra sa fille dans ses bras… » Dioné est une figure mal connue dont le nom, apparenté au nom de Zeus (Ζεύς, génitif Διός), suggère qu'elle était initialement sa parèdre.
- Le pseudo-Apollodore (Bibliothèque, Livre I, chapitre 3, §1) suivra la version d'Homère[17] : (parlant de Zeus) : « ἐκ Διώνης δὲ Ἀφροδίτην » / « De Dioné il eut Aphrodite »[18],[19].
- Fille de Zeus, elle est logiquement la demi-sœur des autres enfants de Zeus. Dans Homère (Iliade, V, 352-364), elle demande à son frère Arès de lui prêter son char : « O frère, viens à mon secours, prête-moi tes coursiers pour que je remonte à l'Olympe… »[14]. Nous savons qu'Arès est le fils de Zeus et Héra (Iliade, V, 872-898)[14].

Dans la Théogonie d'Hésiode, une autre version de la naissance d'Aphrodite est donnée (vers 173-206) : Cronos vient de couper les bourses d'Ouranos. Il les jette « ensuite, au hasard, derrière lui. Ce ne fut pas pourtant un vain débris qui lors s'enfuit de sa main. Des éclaboussures sanglantes en avaient jailli; Gaia (Terre) les reçut toutes, et, avec le cours des années, elle en fit naître les puissantes Erinyes, et les grands Géants […], et les Nymphes qu'on nomme Méliennes. Quant aux bourses, à peine les eut-il tranchées avec l'acier (adamanti, traduit quelquefois par « diamant » ; l'idée étant « matière très dure ») et jetées de la terre dans le flot (pontô) (ici écrit sans majuscule), qu'elles furent emportées au large, longtemps; et, tout autour, une blanche écume sortait du membre divin. De cette écume, une fille se forma, qui toucha d'abord à Cythère la divine, d'où elle fut ensuite à Chypre qu'entourent les flots; et c'est là que prit terre la belle et vénérée déesse qui faisait autour d'elle, sous ses pieds légers, croître le gazon et que les dieux aussi bien que les hommes appellent Aphrodite, [Le traducteur met des crochets au vers 196, indiquant par là qu'il s'agit vraisemblablement d'un ajout ultérieur au texte d'Hésiode : « déesse née de l'écume (aphrogenea), et aussi Cythérée au front couronné »], pour s'être formée d'une écume (aphrô), ou encore Cythérée, pour avoir abordé à Cythère, [Des crochets sont mis aux vers 199-200 : « ou Cyprogénéia, pour être née à Chypre battue des flots, ou encore Philommédée, pour être sortie des bourses. »]. Eros (Amour) et le bel Himéros (Désir), sans tarder, lui firent cortège, dès qu'elle fut née et se fut mise en route vers les dieux ».
- Hésiode a interprété le nom de la déesse comme signifiant « née de l'écume[21] » (ἀφρός / aphrós) — il ne s'agit en fait que d'une étymologie populaire, sans fondement[22] — L'étymologie reste obscure[23]. Quant à l'épithète homérique[24] φιλομμειδής / philommeidếs, dans un passage vraisemblablement ajouté au texte d'Hésiode, elle a été interprétée comme signifiant « sortie des testicules » (μήδεα / mếdea), ce qui est un jeu de mots, l'épithète signifiant, chez Homère, « qui aime les sourires[25] », de μειδιάω / meidiáô.
- D'après le traducteur d'Apollodore, le pseudo-Orphée (Hymnes orphiques, 52) semble avoir suivi la même tradition car il la nomme ποντογενὴς, « née du flot »[17]. Pour cet hymne, la traduction (texte grec absent) de Leconte de Lisle donne « née de l'écume »)[26] :
- Pour Nonnos de Panopolis, Thalassa est fécondée par les organes génitaux d'Ouranos tranchés par Cronos et tombés dans la mer. Elle engendre ainsi Aphrodite, déesse de la beauté et de l'amour (Nonnus, Dionysiaca 12.43)[27]

Traditions ultérieures
- Épiménide, suivant le scholiaste de Lycophron (406) : (parlant des Erinnyes) : « Ἐπιμενίδης ἐκ Χρόνου, ὡς Ἡσίοδος, ταύτας φησὶ γενέσθαι λέγων, Ἀκ τοῦ καλλίκομος γένετο χρυσῆ’ Ἀφροδίτη Μοῖραί τ´ἀθάνατοι, καὶ Ἐριννύες αἰολόδωροι. / Epiménide dit, comme Hésiode, qu'elles étaient filles de Cronos. De lui naquirent Aphrodite aux beaux cheveux, les Moires (Parques) immortelles et les Erinnyes (Furies) ». Cependant le traducteur d'Apollodore (dans sa note) pense à une erreur ; il s'agirait d'Ouranos et non de Cronos (et il s'en explique)[28]. En effet, Hésiode parle des Erinyes (avec un seul n) nées des éclaboussures de sang d'Ouranos tombées sur Gaia (Terre), puis d'Aphrodite née de la semence-écume dans le flot.
  - Le scholiaste en question est le très tardif auteur byzantin Tzétzès (commentaire à Lycophron, 406)[29]. L'édition de 1811 donne un texte grec légèrement différent.
- Aphrodite serait la fille de Cronos et d'Évonymé [réf. souhaitée].

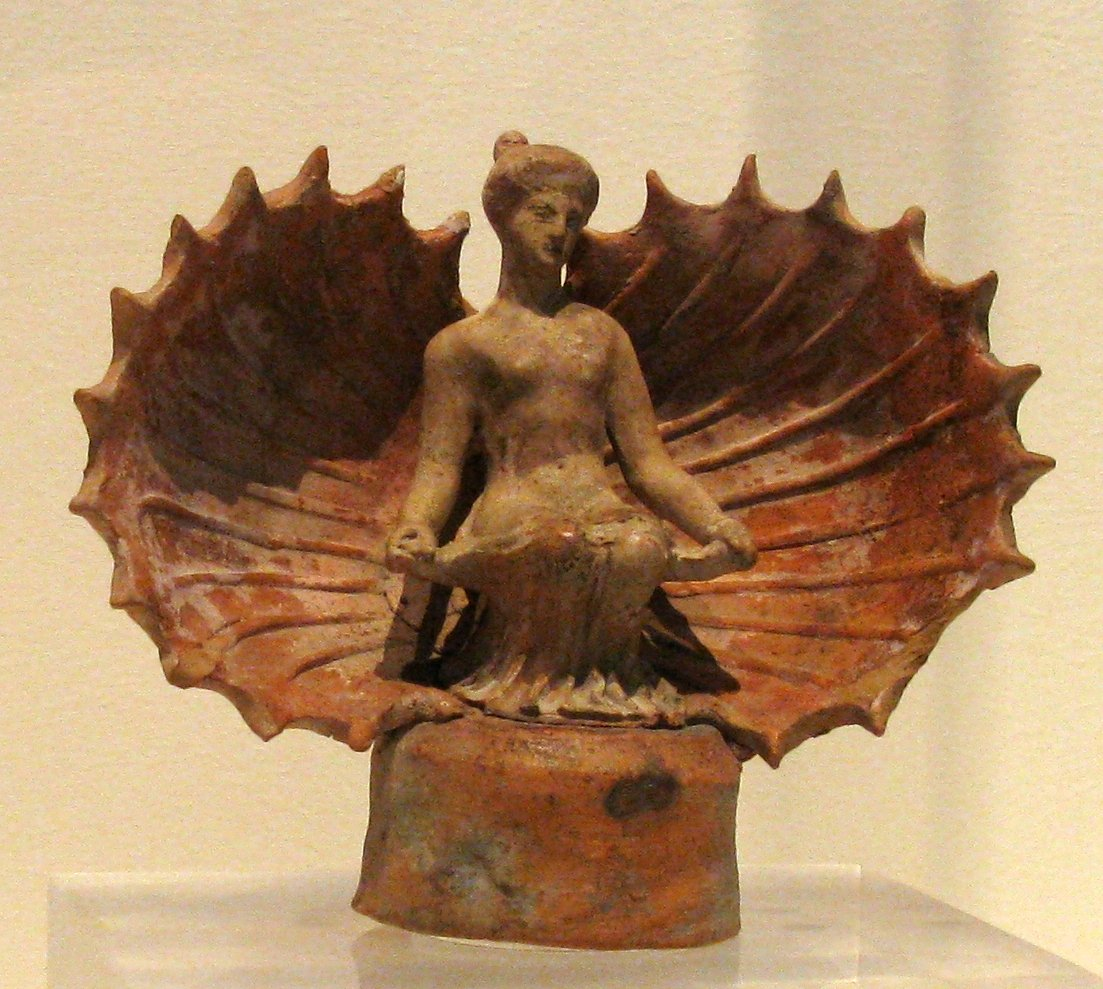
Aphrodite émergeant (IVe siècle av. J.-C.).
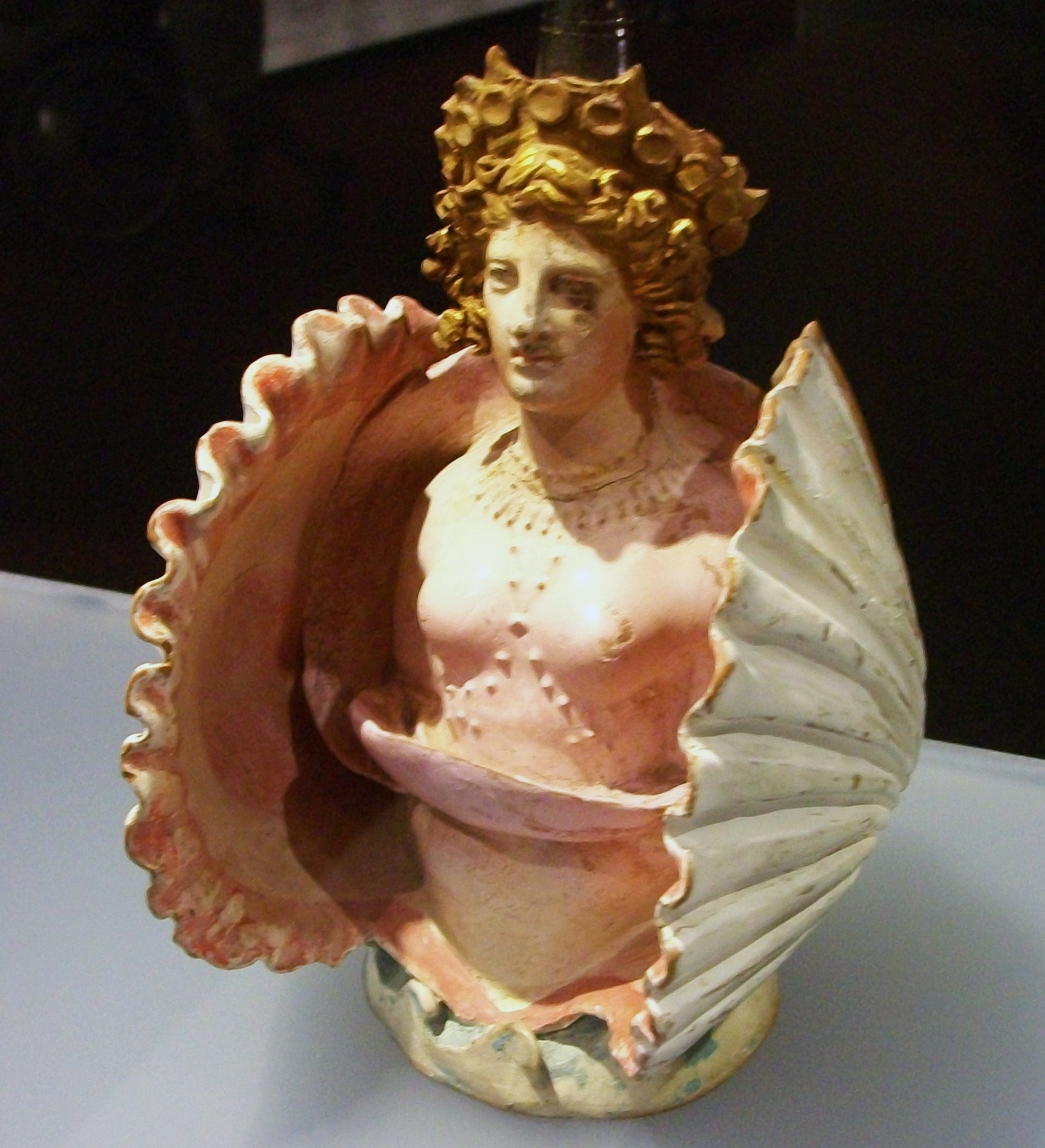
Aphrodite (1er quart du IVe siècle av. J.-C.).
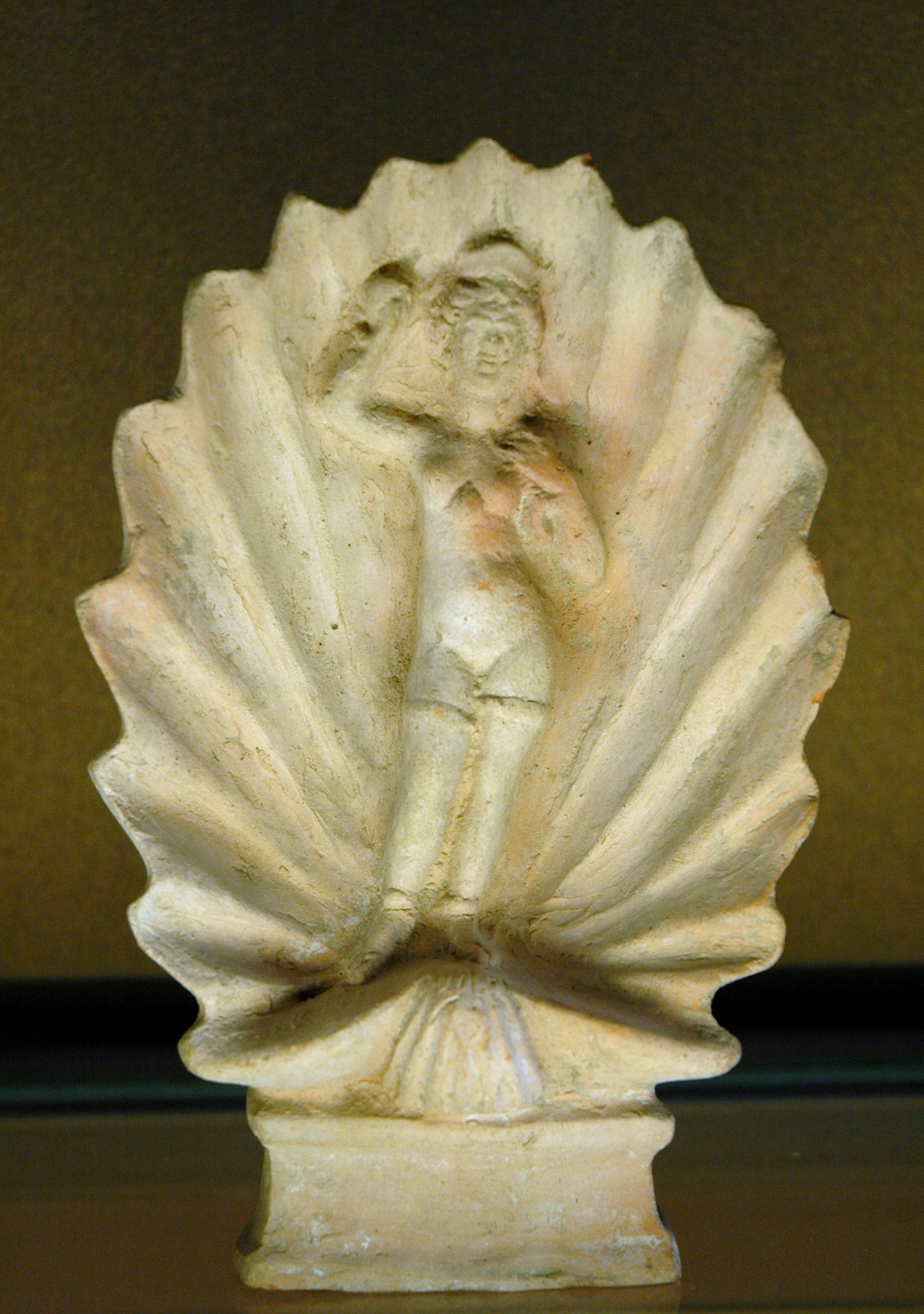
Aphrodite émergeant (fin du Ier siècle av. J.-C.-début du Ier siècle apr. J.-C.).
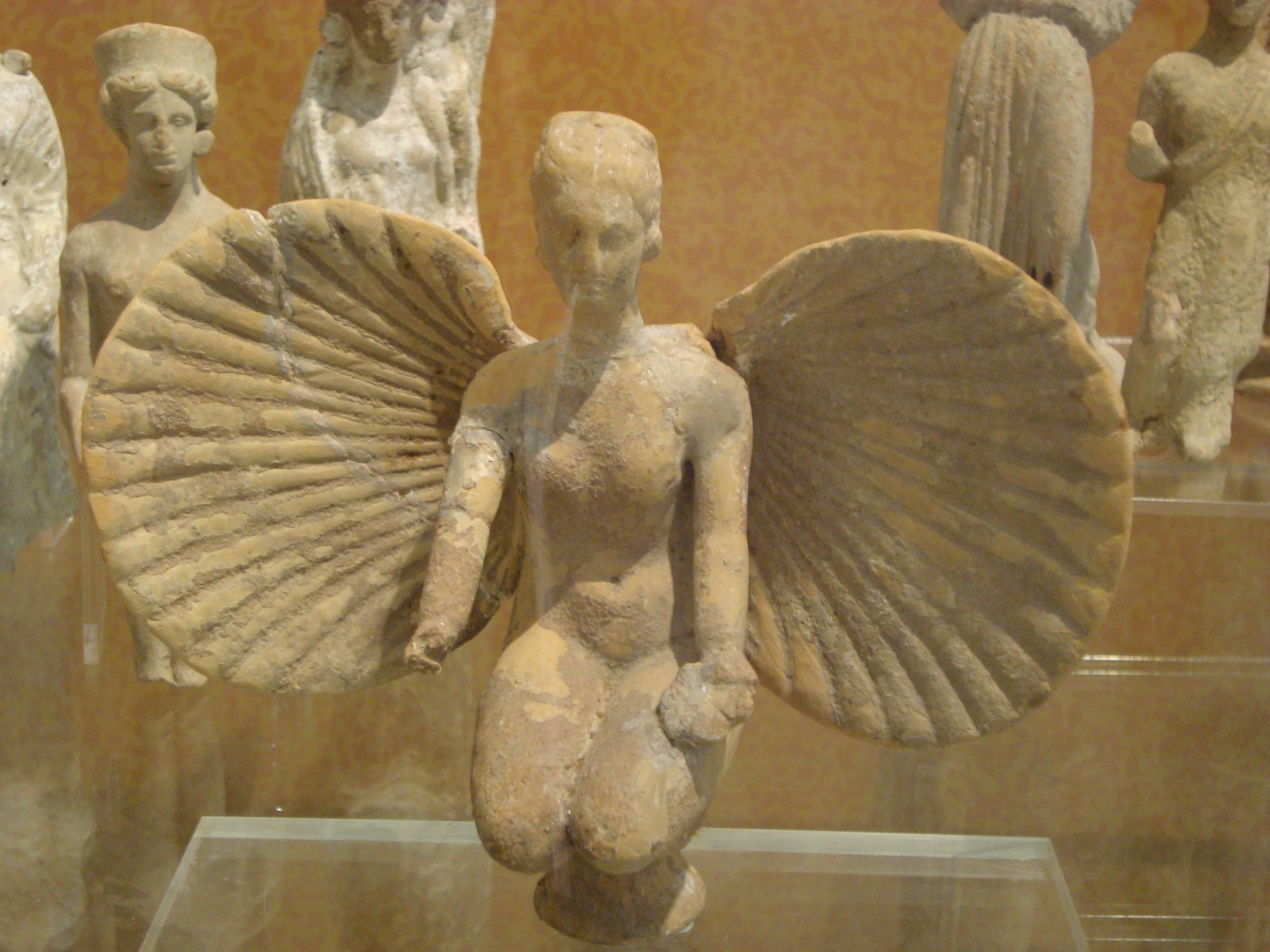
Petite Aphrodite. Museo archeologico provinciale Francesco Ribezzo, Brindisi.

## La déesse

### Attributions
Le culte d'Aphrodite s'associe souvent à la sexualité, mais ce n'est pas la seule fonction de la déesse. Elle est en rapport avec les activités des jeunes filles en général.
Les détails du mythe de Thésée et ses amours avec Ariane montrent une Aphrodite impliquée dans la sexualité hors mariage, alors que dans l'Iliade, Zeus lui attribue « les charmantes œuvres du mariage ». Le culte athénien, ainsi que celui d'autres cités grecques, l'associe à la fécondité.
Les attributions d'Aphrodite ont pu évoluer selon les époques et les cités. À Sparte, où l'on contrôle plus rigoureusement la sexualité des jeunes filles, elle est associée à des divinités plus sévères.
À l'époque tardive, les auteurs tentent de séparer plus rigoureusement les attributions des divinités de l'Olympe, et celles d'Aphrodite se trouvent plus étroitement circonscrites. Cependant, en tous temps, ce sont surtout les jeunes filles et les femmes, plus que les hommes et les garçons, qui ont des devoirs envers la déesse.
La beauté féminine, précieuse aux jeunes filles en vue de leur mariage, aux femmes à qui elle facilite l'harmonie avec leurs époux, et aux courtisanes pour qui elle est une nécessité de leur commerce, se reflète dans les miroirs décorés de la figure d'Aphrodite, parfois offerts au temple de la déesse quand leurs propriétaires ont vieilli.

### Épiclèses
Aphrodite possède de nombreuses épithètes qui reflètent les aspects de son culte. Dans d'autres épiclèses se retrouvent le type et les noms de ses lieux de culte et de ses sanctuaires.

#### Aphrodite Ourania
Selon Hérodote, c'était spécifiquement le culte d'Aphrodite Ourania (Ἀφροδίτη Οὐρανία / Aphrodítê Ouranía) « la céleste » qui avait été introduit à Chypre depuis l'Ascalon syrien. D'après Pausanias, le culte d'Ourania s'est d'abord installé à Paphos à Chypre. Par des épiclèses, l'épithète est attestée en Attique, à Corinthe (comme Πειθώ Οὐρανία / Peithṓ Ouranía) et à Panticapée en Crimée (Οὐρανία Ἀπατούρη Βοσπόρου μέδουσα / Ourania Apatoúrē Bospórou médousa).
À Athènes, il existait « dans les jardins » (ἐν κήποις), qui se trouvaient probablement au bord de l'Ilissós, un temple d'Aphrodite Ourania, qui, sur un hermès, était décrite comme « la plus ancienne des Moires ». Il y avait aussi une statue importante de la déesse de la main d'Alcamène au même endroit. Un deuxième temple athénien d'Ourania a été trouvé près de Kerameikos et de la stoa du roi (Stoa Basileios) avec une statue de Phidias. Au Pirée se trouvait un temple d'Aphrodite Syría Ouranía (Συρία Οὐρανία).
Aphrodite Pandémos

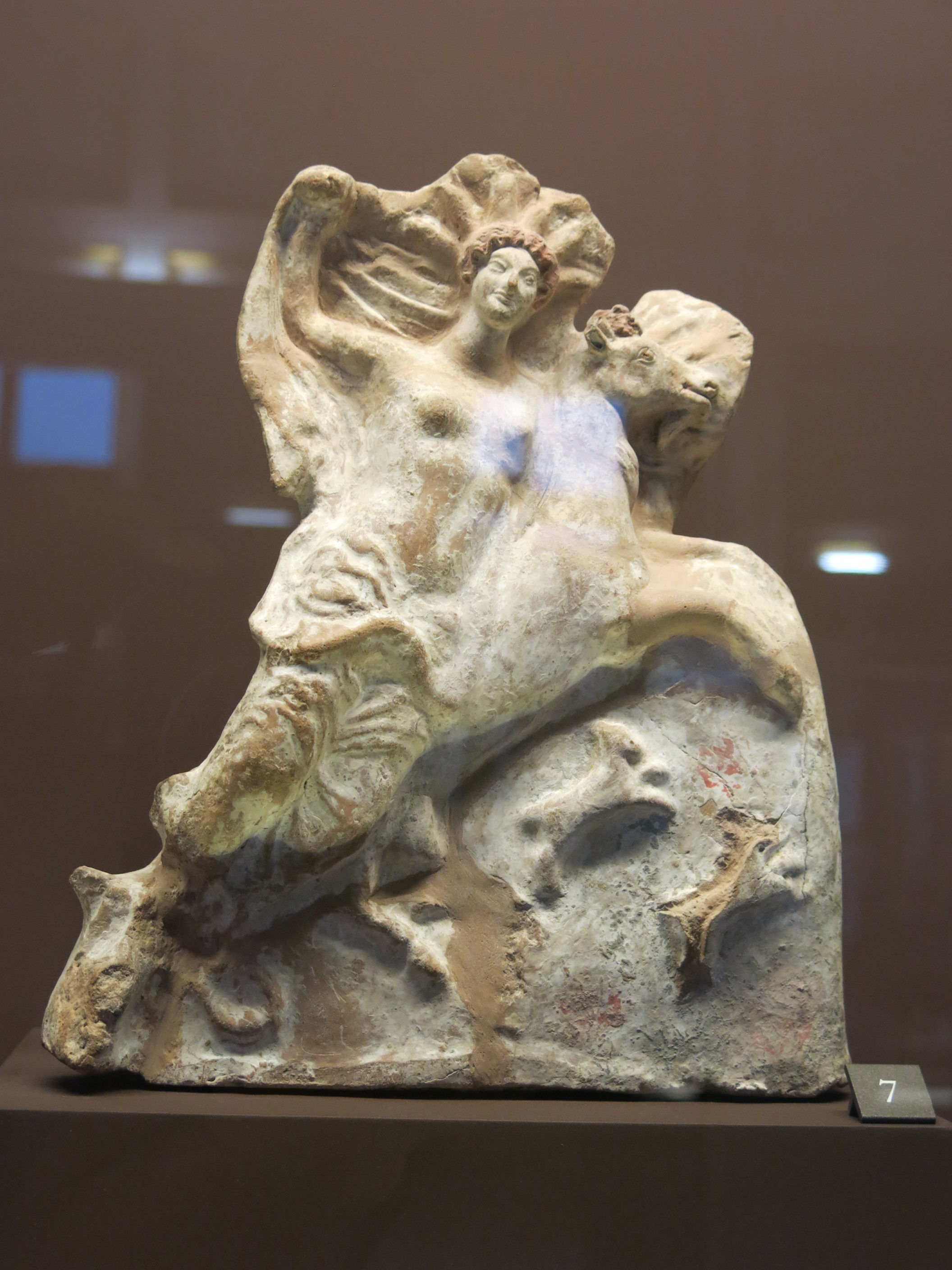
Aphrodite pandemos (=populaire) ou epitragia (=montée sur un bouc). Vers 350 av. J.-C. Béotie, Grèce. Musée du Louvre.

L'épithète de Pandémos (Πάνδημος / Pándêmos) « commun à tous, de tout le peuple » était liée à l'organisation politique de différentes communautés (voir dèmos). Aphrodite agissait comme la divinité de « l'entente civique et de l'harmonie ». La fondation du culte d'Aphrodite Pandémos à Athènes était attribuée à Thésée et considérée comme une conséquence de la réunion des Athéniens des dèmes en une seule cité. Aphrodite est ainsi « la déesse du peuple entier, le peuple souverain trouve en elle une protectrice attentive ».
La Pandémos attique était aussi appelée epitragía (ἐπιτραγία « de la chèvre »). Selon Plutarque, elle avait acquis cette épithète d'un épisode de la vie de Thésée lorsque, sur la recommandation d'Apollon, le héros avait sacrifié une chèvre à Aphrodite avant de partir pour la Crète dans l'espoir qu'elle le guiderait dans son voyage. L'animal se serait soudainement transformé en bouc. Les victimes caprines étaient caractéristiques d'Aphrodite dans tout le pays. Cette image de la déesse chevauchant le bouc n’a, néanmoins pas été la caractéristique exclusive d’Aphrodite Pandémos ; les ex-voto, d’Athènes et d’ailleurs, qui la représentent de cette manière, la situent fréquemment dans un contexte où elle est spécialement Ourania. Pour Vinciane Pirenne-Delforge, Aphrodite, qu’elle ait été Pandémos ou Épitragia, semble également avoir été en relation avec le passage des jeunes gens de l’adolescence à la sexualité adulte.
Aphrodite a également joué le rôle de déesse de la cité probablement à Cassope (en) en Épire et à Metropolis en Thessalie. Parfois, ses deux épiclèses apparaissaient côte à côte. Ainsi, les Thébains se vantaient de posséder trois tableaux archaïques en bois d'Aphrodite Ourania, Pandemos et Apostrophía (Ἀποστροφία « celle qui détourne »), qui auraient été donnés par Harmonie et créés à partir des figures de proue des navires des Cadmos.

#### Déesse de l'Amour
- du mariage : Nymphidia. Aphrodite était vénérée à Hermione sous le nom de Nymphía (Νυμφία « la mariée »). Les vierges lui sacrifiaient avant le mariage, tout comme les veuves qui voulaient se marier à nouveau. Le culte d'Aphrodite Hera à Sparte semble similaire, au cours duquel les mères sacrifiaient à son image en bois lorsque leurs filles se mariaient.
- des courtisanes : Hétaïra.

#### Déesse de la mer
Diverses épithètes font également référence à la sphère de la mer et à la navigation : Pelagía (Πελαγία, voir sainte Pélagie),, Pontía (Ποντία) « marine », Thalassía (Θαλασσία « celle de la mer » ), Eúploia (Εὔπλοια « celle qui accorde une bonne traversée, heureuse navigation », ainsi à Cnide) ou Aphrodite est appelée Limenía (Λιμενία « celle du refuge ») en tant que déesse née de l'écume et protectrice des navigateurs.
L'un des temples les plus remarquables d'Aphrodite Pontia et Limenia est celui d'Hermione en Argolide, où se trouvait une impressionnante statue en marbre. Enfin et surtout, Thalassa « la mer » était la « mère » de la déesse de l'amour selon l'une des versions rapportant sa naissance ; elle-même était souvent vénérée avec Poséidon, en particulier en Argolide et en Arcadie, à Corinthe, Orchomène et à Patras.

#### Autres épiclèses
- Niképhoros (les Romains l'appelleront Vénus Victrix) : la déesse victorieuse.
- Argynnís (Ἀργυννίς) ou Argounis (Ἀργουνίς) en Béotie : Agamemnon ayant vu le jeune Argynnos nager à Kephisos, tombe amoureux de lui et oublie les Grecs réunis à Elis. Argynnos s'étant noyé, Agamemnon lui consacre un sanctuaire à Aphrodite, déesse de l'Amour, l'Argynnion. Friedrich Max Müller et récemment Michael Janda ont lié l'épithète árjunī- « brillant » à une épithète d'Ushas, la déesse de l'Aurore dans le panthéon védique, et l'ont vu comme une confirmation de la relation entre les deux déesses[37].

#### Épithètes homériques
- amie des sourires, qui sourit par amour (mère-enfant) voire qui sourit pour l'amour, aguicheuse (femme-homme) – φιλομμειδης (Philomméidès)[38],
- de Chypre – Κυπρις (Kypris)[39],
- née à Chypre – Κυπρογενης (Kyprogenês),
- née de l'écume – Αφρογενης (Aphrogenês),
- dorée – Χρυσεη (Khryseê)[40],
- brillante – Δια (Dia)[41],
- mère du désir – Ποθων Μητηρ (Pothôn Mêtêr),
- fille de Dioné – Διωναια (Diôniaia)[42],
- bien couronnée, richement couronnée, au beau diadème – Ευστεφανος (Eustephanos)[43],
- qui aime les couronnes, les guirlandes (Philostephanos)[44]
- à la couronne violette (Iostephanos)[45]
- Διὸς θυγάτηρ[46]
- Διὸς κούρης[47]
- aux beaux cheveux,
- le souverain maître.

### Attributs
- un collier d'or.
- un bandeau brodé (himas), très souvent et improprement assimilé à une ceinture, porteur des charmes de la séduction, qu'elle prête à Héra dans l’Iliade (XIV, 188-223) pour raviver le désir de Zeus et endormir sa vigilance[48].
- Végétaux favoris : le myrte, la rose, la myrrhe, la grenade, la pomme, le pavot.

Animaux favoris
Aphrodite est principalement associée aux oiseaux : le cygne, la tourterelle, la colombe (un attelage de ces oiseaux guide son char), l'oie.
Les représentations de sa naissance l'associent aussi aux coquillages (voir plus haut pour la galerie d'images).
Elle l'est également au bélier, au bouc, au lièvre.
- Le cygne : Aphrodite sur son cygne, médaillon d'un kylix à fond blanc du Peintre de Pistoxénos, vers -460, British Museum.
- Les colombes : détail d'une amphore (IVe siècle av. J.-C.), œuvre du supposé « peintre d'Aphrodite », Musée archéologique national de Paestum : Aphrodite, déesse de la Fertilité, entourée de deux Éros aux ailes de colombe. La scène rappelle son arrivée sur l'île de Chypre ; autour d'elle, la végétation explose luxuriante.
- L'oie : statuette en terre cuite d'Aphrodite chevauchant une oie (IIIe siècle av. J.-C.), Collection des Antiquités, Munich.
- Le bélier : Camée en onyx d'Aphrodite Epitragia, Ier siècle av. J.-C.-IIe siècle apr. J.-C., Musée archéologique national de Naples.

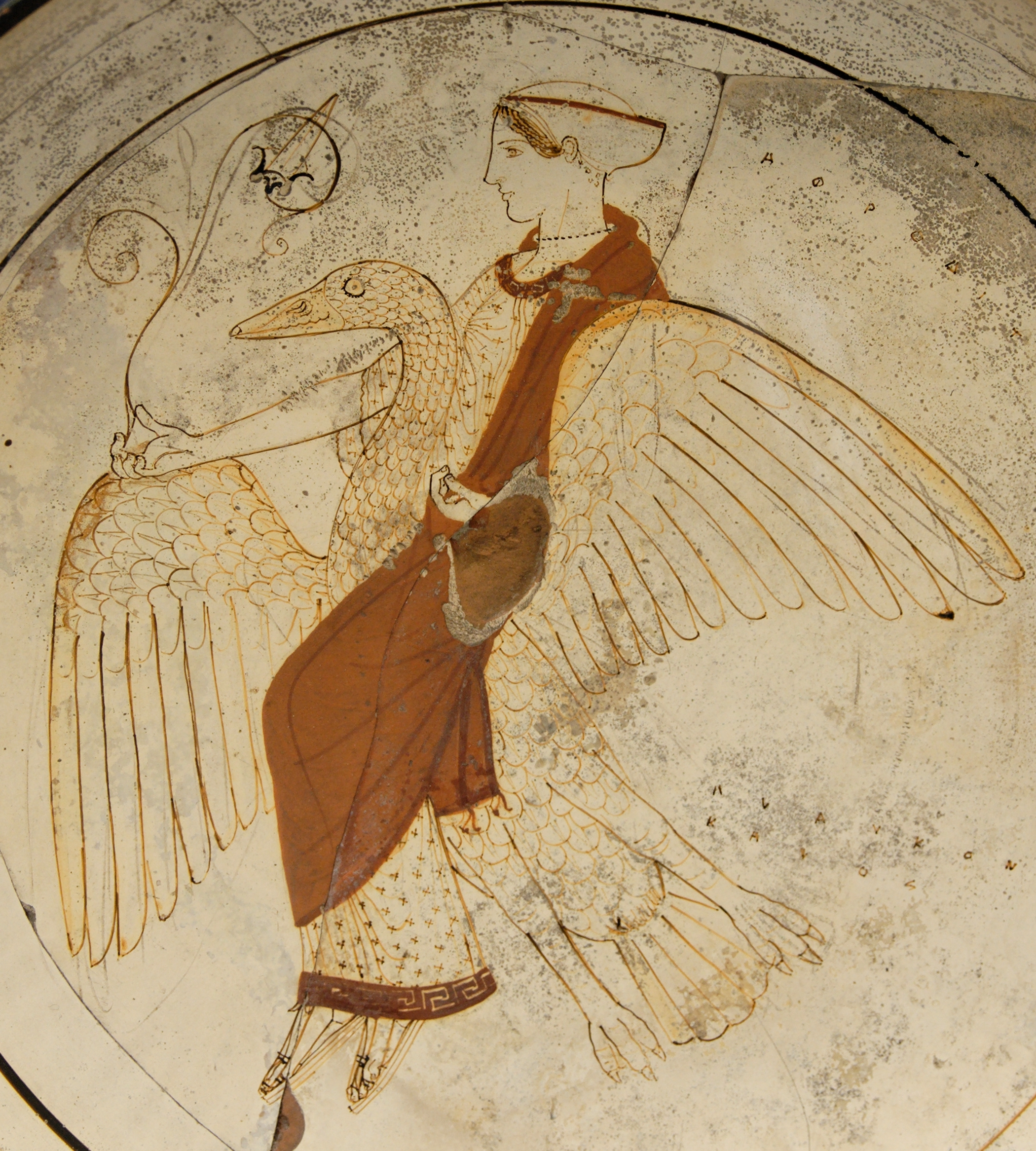
Aphrodite sur son cygne. Tondo d'un kylix attique à figures rouges et fond blanc. Camiros, Rhodes.
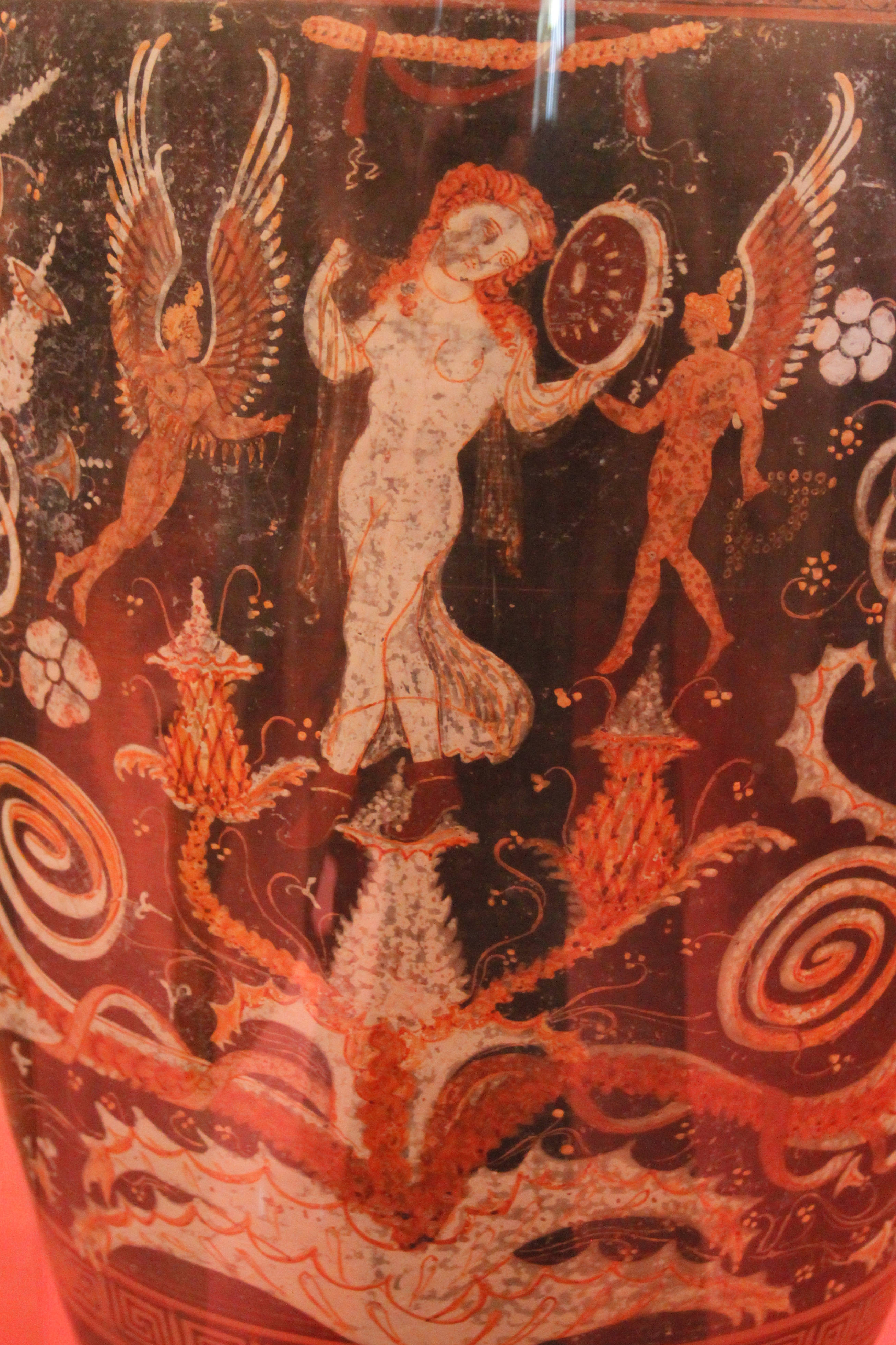
Aphrodite, déesse de la Fertilité, entourée de deux Éros aux ailes de colombe. IVe siècle av. J.-C. Musée archéologique de Paestum
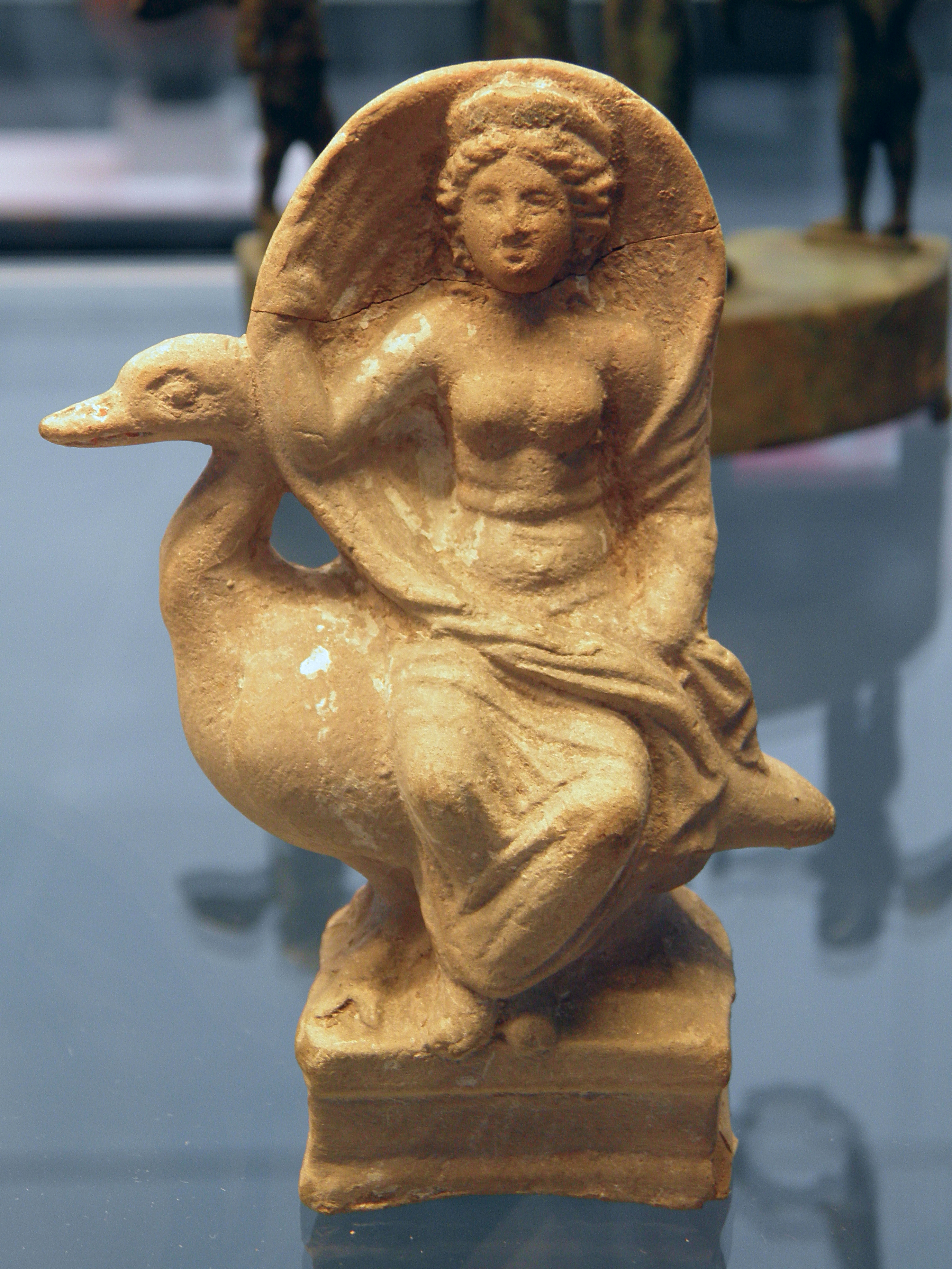
Aphrodite chevauchant une oie. IIIe siècle av. J.-C.
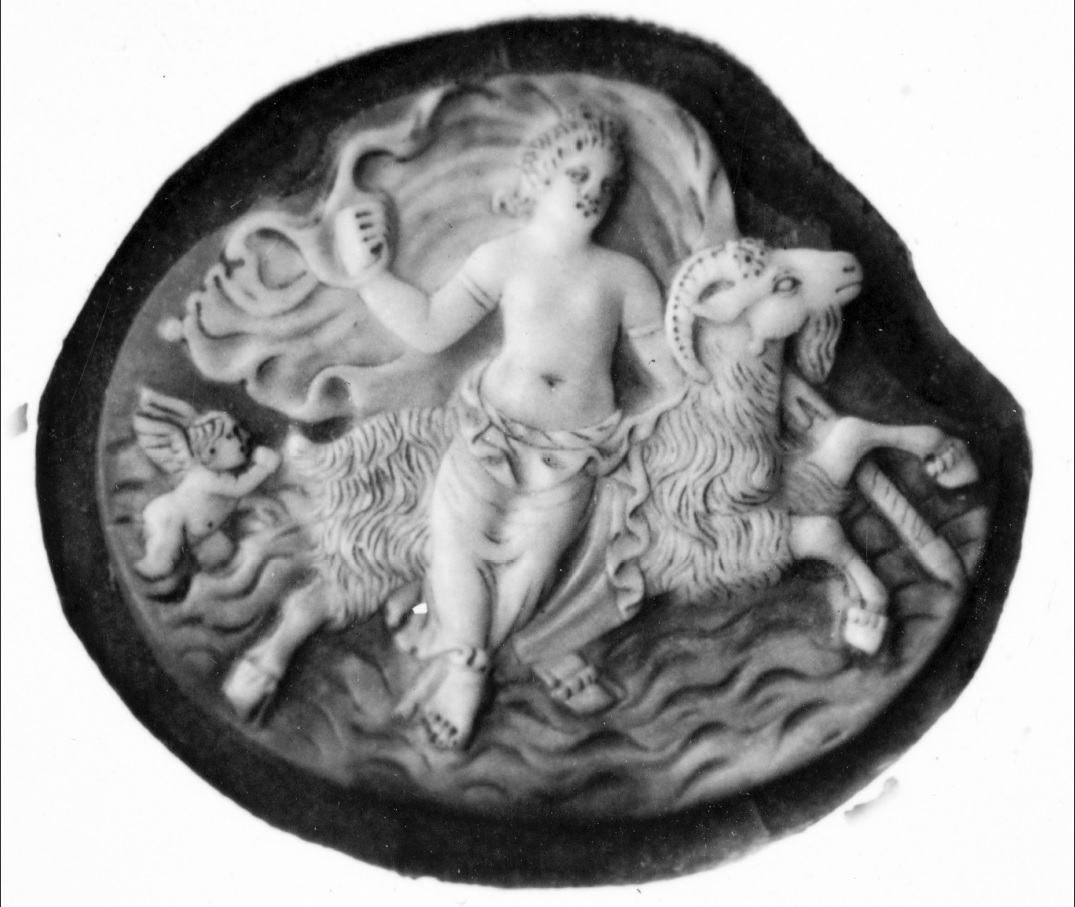
Camée en onyx d'Aphrodite Epitragia. Musée archéologique national de Naples

## L'épouse
Homère (Iliade) ne donne aucune relation intime à Aphrodite.
Concernant Héphaïstos, Homère (Iliade, XVIII, 380-383) ne donne que Charis comme épouse à Héphaïstos (au moment de la guerre de Troie). Dans Homère (Iliade, XX, 31-155), Aphrodite soutient les Troyens (avec Arès, Apollon Phoibos, Artémis, Léto et le fleuve Xanthe) alors qu'Héphaïstos soutient les Grecs (avec Héra, Pallas Athéna, Poséidon et Hermès).
L'union d'Aphrodite, ancienne déesse de l'Aurore, avec Héphaïstos qui est originellement un dieu du Feu, s'explique par le feu qu'on allume ou qu'on ranime le matin et le rite de la présentation de la jeune épouse au feu du foyer.

## L'amante

### Arès
Homère (Odyssée, VIII, 266-366) parle des amours d'Aphrodite et Arès : « L'aède, après quelques accords, commença un beau chant sur les amours d'Arès et d'Aphrodite couronnée. Ils s'unirent d'abord secrètement chez Héphaïstos ; Arès l'avait gâtée, et c'est ainsi qu'il outragea la couche d'Héphaïstos. Mais ce dieu en fut informé par Hélios (Soleil), qui les avait surpris en pleine étreinte. Dès qu'Héphaïstos eut entendu ce récit douloureux, il courut dans sa forge […] et y forgea d'épais et solides liens pour prendre les amants ». Héphaïstos installe son piège autour de sa couche et fait mine de partir pour Lemnos. Arès s'empresse alors de rejoindre Aphrodite dans le palais d'Héphaïstos. « Mais, à peine couchés et endormis, l'astucieux réseau de l'habile Héphaïstos se referma sur eux, les empêchant de mouvoir et de soulever leurs membres ». Le dieu forgeron, une nouvelle fois averti par Hélios, revient. Ivre de rage, il alerte tous les dieux : « Zeus père, et vous autres aussi, éternels bienheureux ! venez ici voir un forfait monstrueux et grotesque ! Comme je suis boiteux, la fille de Zeus, Aphrodite, ne fait que m'outrager ; elle aime le cruel Arès car il est séduisant et bien planté, tandis que moi je suis estropié. […] Mais mon réseau les tiendra prisonniers tant que je n'aurais pas reçu des mains de mon beau-père tous les présents que m'a coûtés sa fille aux yeux de chienne, cette fille si belle et pourtant si dévergondée ! À ces mots, les dieux accoururent […]. Un rire inextinguible les saisit ». Apollon et Hermès plaisantent mais Poséidon supplie Héphaïstos de libérer Arès et se porte garant. Héphaïstos accepte et libère ses prisonniers. Arès s'envole vers la Thrace. Aphrodite rejoint son temple de Paphos de Chypre.
Aphrodite maudit Hélios et sa descendance, dont Pasiphaé (épouse du roi Minos de Crète) et ses filles Ariane et Phèdre.

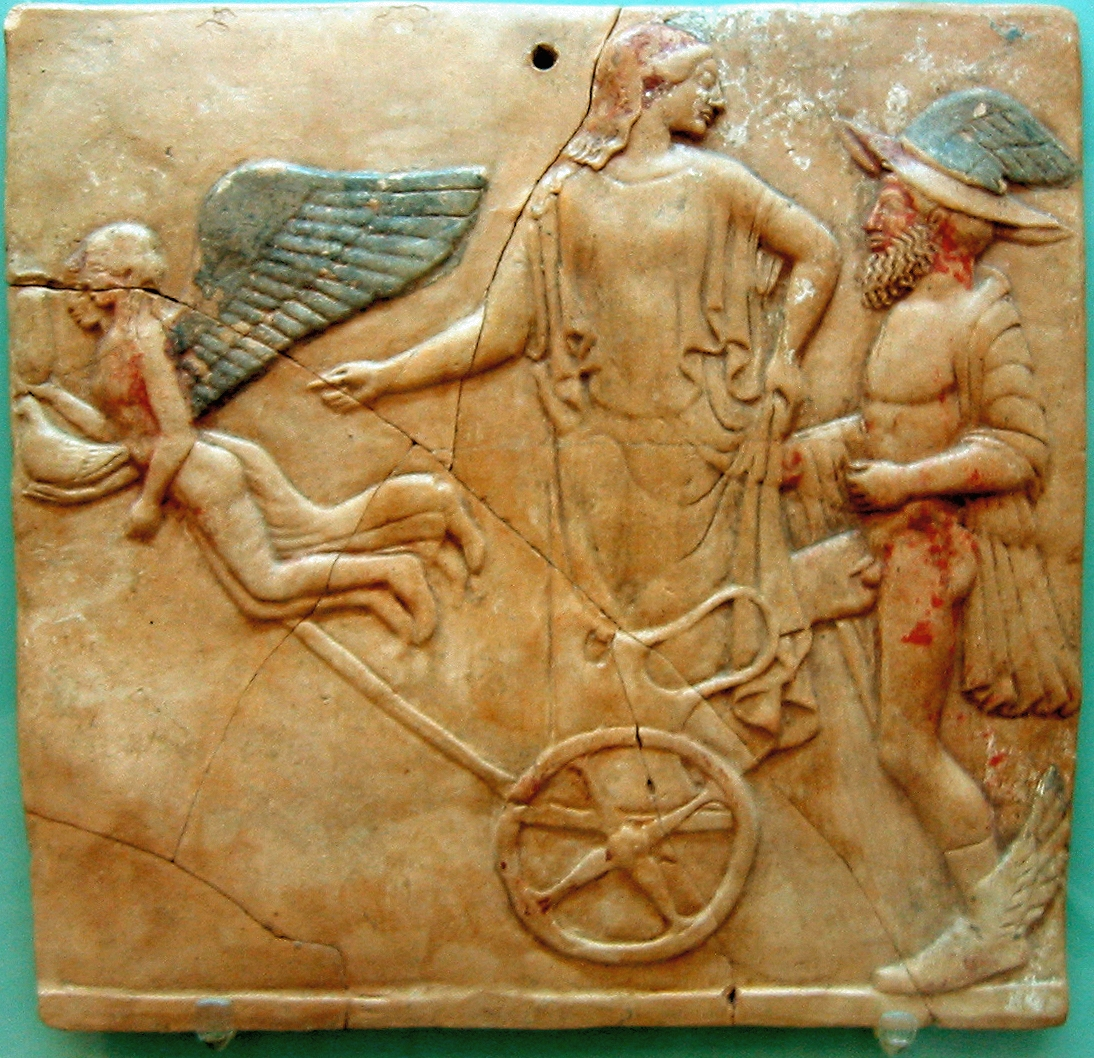
Pinax d'Éros, Hermès et Aphrodite (?). Trouvé dans le sanctuaire sacré de Perséphone à Locri dans le quartier Mannella.

Hésiode (Théogonie, 930-937) mentionne la descendance d'Aphrodite et Arès : « à Arès le pourfendeur, Cythérée (Aphrodite) donnait pour fils Phobos (Déroute) et Déimos (Panique) qui, terribles, bousculent les bataillons compacts des guerriers dans la guerre frissonnante, avec l'aide d'Arès destructeur, et aussi Harmonie, que l'ardent Cadmos se donna pour épouse ». Paul Mazon, à propos de ce passage qui commence par la descendance de Poséidon, précise : « Poséidon est le seul des Cronides dont Hésiode n'ait pas encore mentionné la descendance. Il intercale donc ici son nom à côté de sa sœur, Héra ; et il profite de cette digression pour revenir à Aphrodite, qui, par sa naissance, se rattache à la génération antérieure, puisqu'elle est une Ouranide, mais qui n'en fait pas moins partie du groupe des Olympiens ».
- Simonide de Céos ajoutera Éros[c]. Notons qu'auparavant Hésiode dépeignait l'Amour comme une force primordiale (antérieur à la naissance d'Aphrodite). Sappho attribue la paternité de l'Amour à Ouranos[53].
- Cicéron (De la nature des dieux, III, 21) ajoutera Antéros, jumeau d'Eros.

### Hermès

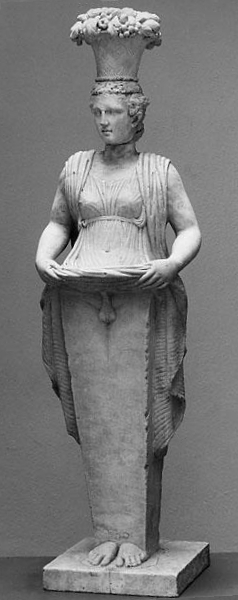
Le nom Hermaphróditos remonte à la représentation d'Aphrodite comme un hermès : Hermès d'Aphroditos au Nationalmuseum à Stockholm.

Selon des sources relativement récentes, d'Hermès, elle enfante Hermaphrodite, mi-homme mi-femme. À l'origine, Hermaphrodite est une forme masculine d'Aphrodite, qui s'appelait Aphroditos et était vénérée en tant que divinité à Chypre. La forme du nom Hermaphróditos remonte à la représentation d'Aphrodite comme un hermès et signifie initialement seulement « hermès d'Aphrodite ». Son nom est documenté pour la première fois dans la littérature dans Les Caractères de Théophraste.
Pour Cicéron, qui ne fait pas mention d'Hermaphrodite, le seul fils d'Hermès et d'Aphrodite est Éros.

### Dionysos
De Dionysos, elle enfante Priape (la paternité est attribuée alternativement à Zeus ou Adonis), Hyménaios, le dieu du chant nuptial (aussi dit né d'une des neuf Muses), et, selon l'Hymne orphique 54, l'Hermès chtonien ou infernal.
Concernant les Charites, il y a plusieurs versions de leur généalogie : selon Hésiode et Pindare, elles sont les filles de Zeus et d'Eurynomé (ou d'Eunomie). Certaines traditions tardives en font plutôt les filles d'Hélios (le Soleil) et d'Églé, ou de Dionysos et d'Aphrodite (ou d'Héra)[réf. nécessaire].

### Poséidon
De Poséidon, elle enfante Rhodos.

### Phaéthon (fils d'Éos)
Hésiode (Théogonie, 985-991) donne Phaéthon comme le fils de la déesse Eos (Aurore) et de Céphale. Il dit : « [Eos] mis au monde un glorieux enfant, le puissant Phaéthon, tout pareil aux dieux. La tendre fleur d'une noble jeunesse était encore le lot du jeune enfant à l'âme fraîche, quand Aphrodite, qui aime les sourires, le ravit et s'en fut; et de lui elle a fait, en ses temples divins, un gardien des nuits du sanctuaire, un génie divin. ». Le traducteur Paul Mazon précise que les passages allant du vers 965 à la fin de la Théogonie sont soupçonnés d'être des ajouts au texte d'Hésiode. En note, il ajoute « Phaéthon, qui est primitivement un des noms du Soleil, est ici le nom de l'Étoile du soir, c'est-à-dire de [la planète] Vénus. C'est pourquoi ce Phaéthon nous est décrit comme un génie nocturne, attaché à Aphrodite. »

### Adonis
Adonis, né de Myrrha (métamorphosée en arbre à myrrhe) sera l'objet d'une dispute entre Aphrodite et Perséphone. Zeus décidera de partager le temps d'Adonis entre les deux déesses : un tiers de l'année pour chacune et le troisième à son choix. Il le passera avec Aphrodite, jusqu'à ce qu'un sanglier le blesse mortellement.
Priape passait parfois pour être né de cette union, de même que la nymphe et héroïne fondatrice Béroé, l'une des innombrables maîtresses de Dionysos (Nonnos de Panopolis, Dionysiaques, divers chants).

## La vengeresse
La vengeance d'Aphrodite est terrible. Pour la vindicte, elle ne le cède en rien à Héra, mais si cette dernière ne poursuit les femmes que par jalousie, Aphrodite ne les frappe que lorsqu'elles la servent mal ou refusent de la servir, et les femmes sont alors tant ses victimes que ses instruments destinés aux hommes, plus rarement par jalousie, leur inspirant parfois des amours très difficiles :
- par jalousie, elle condamne Éos (l'Aurore) à l'érotomanie ;
- pour punir Hippolyte, qui ne respecte qu'Artémis, elle provoque la passion de Phèdre ;
- à la demande de Poséidon, elle suscite le désir monstrueux de Pasiphaé pour un taureau ;
- les filles du roi de Chypre refusent de l'honorer : elle les force à se prostituer ;
- elle tente également de rendre Psyché amoureuse d'un homme mauvais, mais Éros, chargé de lancer la flèche fatale, désobéit et décide d'épouser la jeune fille.

Ses protégées ne sont guère mieux loties. Hélène se plaint amèrement de la faveur de la déesse : « Infortunée que je suis, lui dit-elle, te voilà encore à mes côtés, pleine de desseins perfides » !

## Légendes particulières

### Pandore
Lorsque Zeus décide de créer Pandore, les dieux sont mis à contribution : Hésiode (Travaux, 59-68) : « Aphrodite d'or sur son front répandra la grâce, le douloureux désir, les soucis qui brisent les membres ».

### Les Lemniennes
Pseudo-Apollodore (I, 9, §17) : « les Lemniennes ne rendaient aucun culte à Aphrodite ; la déesse, pour s'en venger, leur donna à toutes une si mauvaise odeur, que leurs maris ne pouvant en approcher, enlevèrent dans la Thrace, qui était voisine, des jeunes filles, et partagèrent leur lit avec elles. Irritées de ce mépris, les Lemniennes tuèrent leurs pères et leurs maris, à. l'exception de la seule Hypsipyle qui cacha Thoas son père ». Par la suite, les Argonautes abordent à Lemnos.

### Les Argonautes

#### Boutès et Aphrodite Érycine
Le navire Argo et les Argonautes, sur le chemin du retour, passent près des Sirènes. Orphée, grâce à sa lyre, réussit à briser le charme de leur chant. Seul Boutès y succombe.
- Apollonios de Rhodes (Argonautiques, IV, 910 et suivants[63] et note 56) : « Les Argonautes, entendant leurs voix, étaient près de s'approcher du rivage, mais Orphée prenant en main sa lyre, charma tout à coup leurs oreilles par un chant vif et rapide qui effaçait celui des Sirènes, et la vitesse de leur course les mit tout à fait hors de danger. Le seul Boutès (Βούτης), fils de Téléon, emporté tout d'abord par sa passion, se jeta dans la mer, et nageait en allant chercher une perte certaine, mais la déesse qui règne sur le mont Éryx, l'aimable Aphrodite, le retira des flots et le transporta près du promontoire Lilybée. »
- Le mont Éryx se situe en Sicile, près du promontoire Lilybée. Aphrodite y avait un temple encore célèbre à l'époque de Virgile (Énéide, V, 759-760)[64] : « Tum vicina astris Erycino in vertice sedes / Fundatur Veneri Idaliae… »
- Diodore de Sicile (III, 83, 1) :
- Aphrodite donnera deux fils à Boutès : Éryx (roi sanguinaire qu'abattra Héraclès) et Polycaon.

### La Guerre de Troie

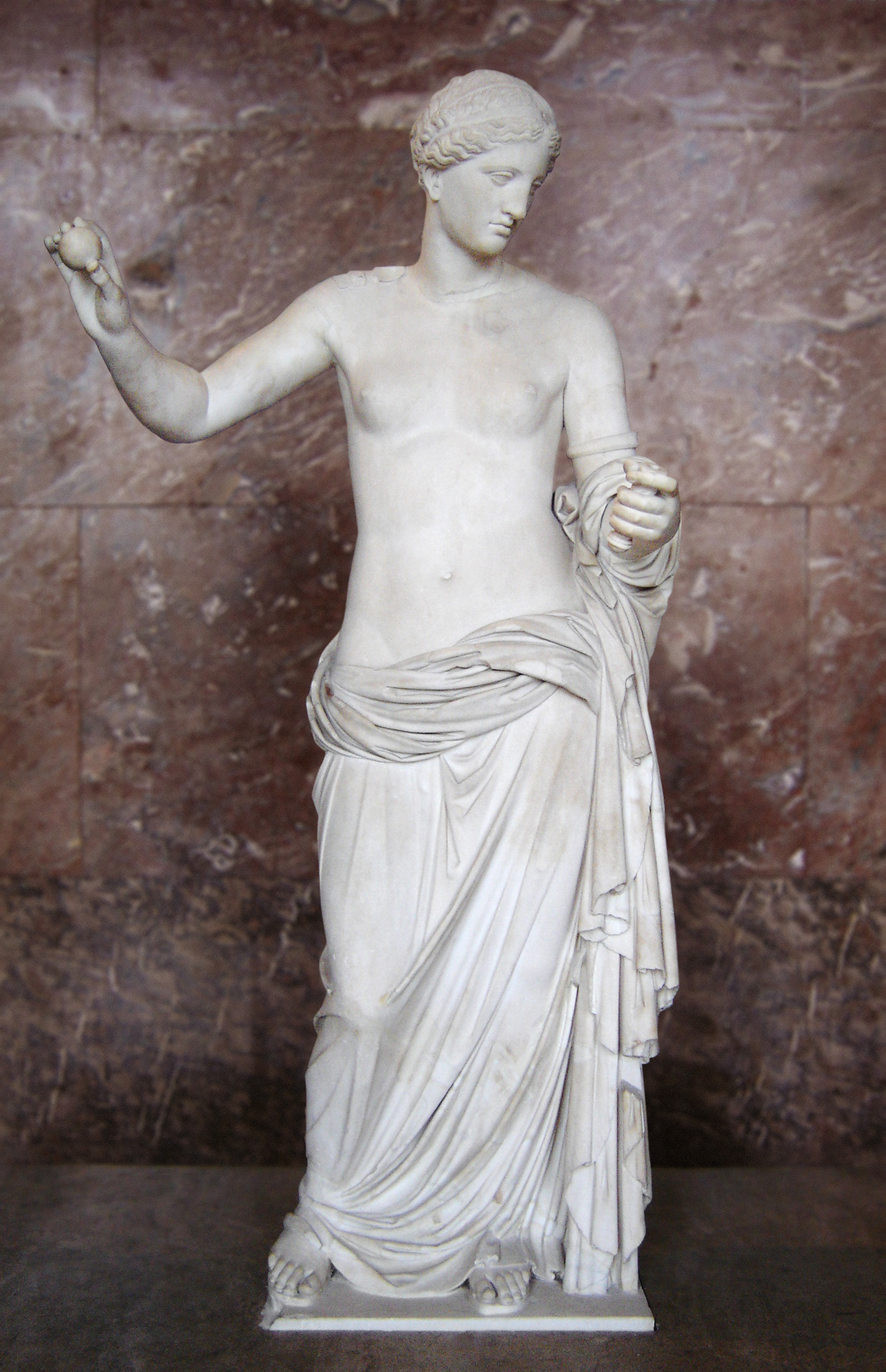
La Vénus d'Arles. Le prototype est attribué à Praxitèle. Elle tient la pomme de discorde du jugement de Pâris.

#### Anchise et Enée
Avec le Troyen Anchise, elle enfante Énée, qu'elle protège dans les combats autour de Troie. Elle l'aidera, lors de la chute de Troie, à emporter les Pénates de Troie jusqu'en Italie, avant d'obtenir pour lui l'Immortalité que lui accorde Zeus.

#### La pomme de Discorde et le jugement de Pâris
La cause mythique de la guerre de Troie est essentiellement connue par Les Métamorphoses d'Ovide et Les Dialogues des dieux de Lucien de Samosate.
Éris, la seule déesse à ne pas être invitée au mariage du roi Pélée et de la nymphe de la mer Thétis, jette par dépit une pomme d'or dans la salle du banquet avec l'inscription « À la plus belle ». Les déesses Héra, Athéna et Aphrodite se la disputent. Afin de se départager, elles demandent à Pâris, prince de Troie, d'être leur arbitre. Toutes les trois essaient de le corrompre : Héra lui promet la puissance royale, Athéna, la gloire militaire, et Aphrodite, la plus belle des femmes. Pâris choisit Aphrodite et demande en récompense Hélène de Troie, épouse du roi grec Ménélas. L'enlèvement d'Hélène par Pâris provoquera la guerre de Troie.

#### La guerre: Aphrodite est une alliée des Troyens
Au cours de cette guerre, le héros grec Diomède blessera légèrement la déesse alors qu'elle porte secours à son fils Énée.

## Cultes
La fête des Aphrodisies (grec ancien : Ἀφροδίσια), était une fête annuelle. Elle avait lieu dans plusieurs villes de la Grèce antique, mais était particulièrement importante en Attique et sur l'île de Chypre, où Aphrodite a été célébrée avec une magnifique célébration. La fête avait lieu pendant le mois de Hekatombaion, que les érudits modernes reconnaissent comme s'étendant de la troisième semaine de juillet à la troisième semaine d'août du calendrier grégorien. Aphrodite était adorée dans la plupart des villes de Chypre, ainsi qu'à Cythère, Sparte, Thèbes, Délos et Élis, et son temple le plus ancien était à Paphos.
Les sources textuelles mentionnent explicitement les fêtes des Aphrodisia à Corinthe et à Athènes, où les nombreuses prostituées qui résidaient dans la ville la célébrait comme un moyen d'adorer leur déesse patronne. La fête d'Aphrodisia a été l'une des cérémonies les plus importantes à Délos, bien que nous ne sachions pas grand-chose sur les détails de la célébration. Les inscriptions indiquent simplement que le festival exigeait l'achat de cordes, de torches et de bois, qui étaient des dépenses habituelles de tous les festivals de l'île.

### Asie Mineure
Aphrodite est particulièrement vénérée en Asie Mineure.
Carie
Aphrodite possède un sanctuaire, l'Aphrodision dans la ville d'Aphrodisias, ville portant le nom de la déesse. L'Aphrodite d'Aphrodisias est originaire de la période archaïque ou plus tôt encore en tant que déesse carienne locale, mais à l'époque hellénistique, selon l'habitude de l'interpretatio graeca, elle est identifiée avec l'Aphrodite grecque et reçoit une image canonique complètement nouvelle.

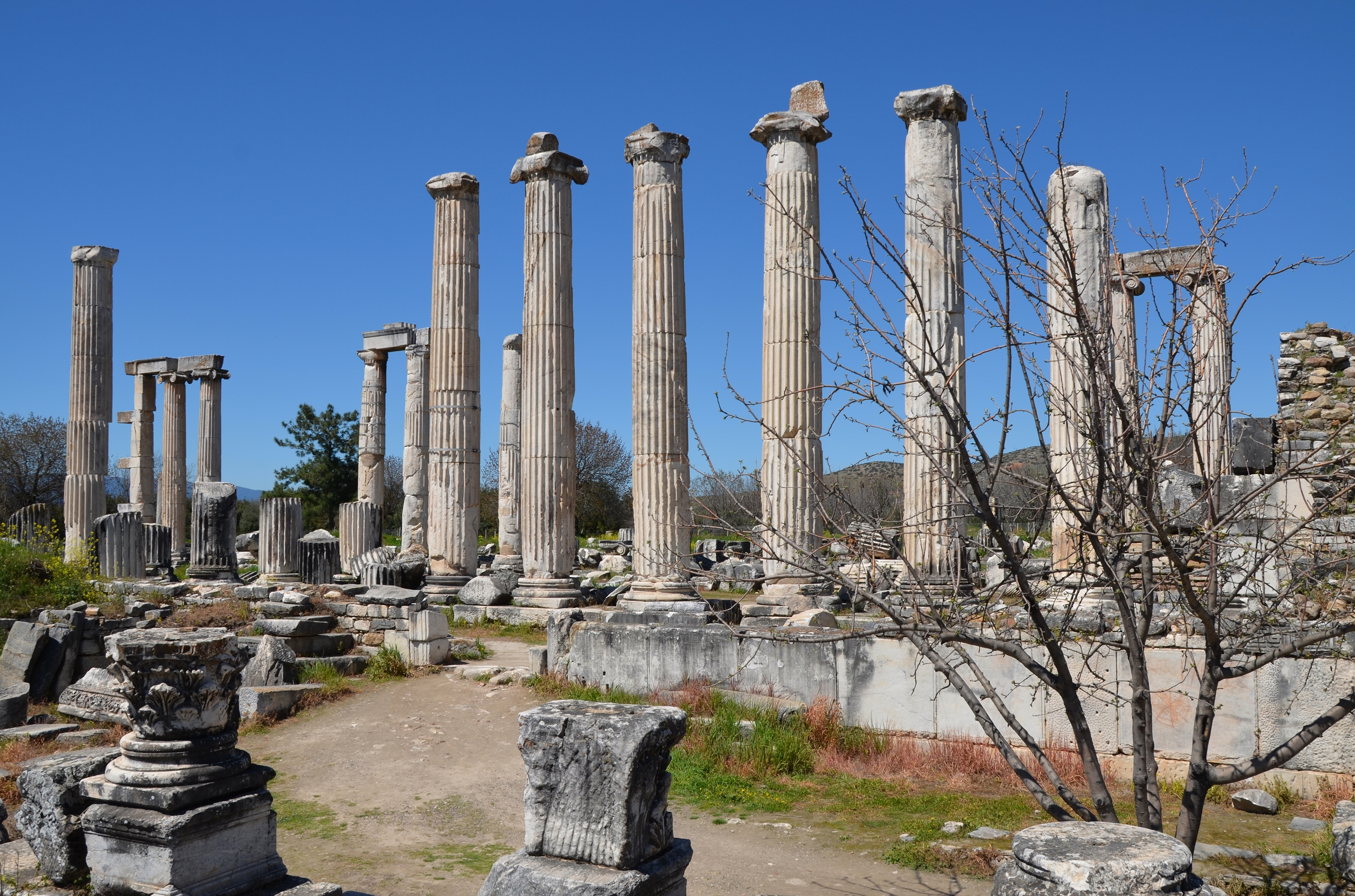
Ruines du temple d'Aphrodite à Aphrodisias.
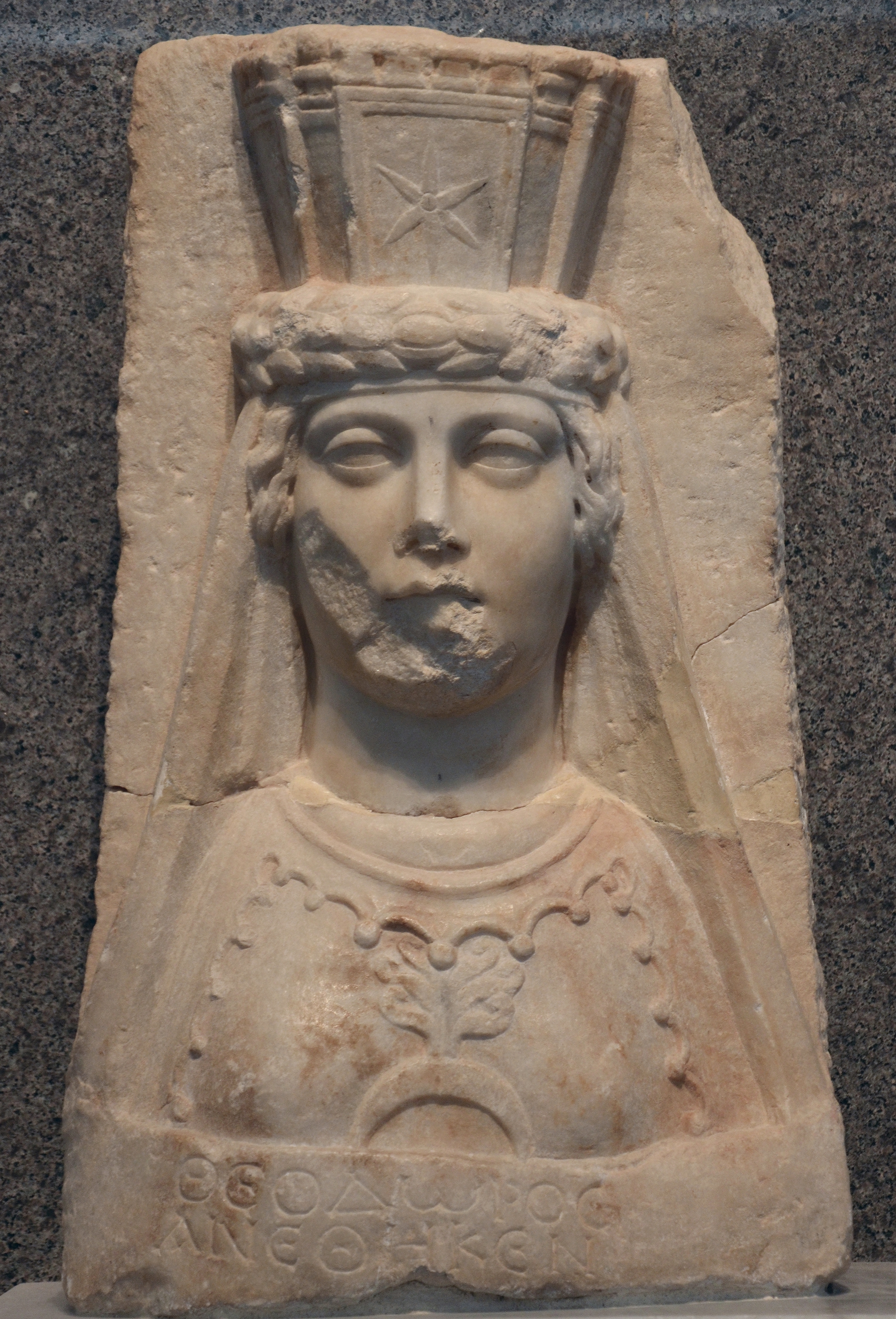
Aphrodite d'Aphrodisias.

Cnide
La ville de Cnide lui consacre des jeux annuels, les Euploia ou les Knidia. Elle achète également au sculpteur Praxitèle l'une des statues les plus connues de l'Antiquité, dite « Aphrodite de Cnide ».
- La Vénus du Capitole, l'une des meilleures copies du type de l'Aphrodite de Cnide.
- Copie de Praxitèle (romaine du IIe siècle de l'Aphrodite de Syracuse du IVe siècle av. J.-C.).
- Aphrodite dite de Cnide, copie romaine en marbre d'après un original grec de Praxitèle (IVe siècle av. J.-C.) ; éléments originaux : torse et cuisses ; éléments restaurés par Ippolito Buzzi (1562–1634) : tête, bras, jambes et support (manteau et pichet).

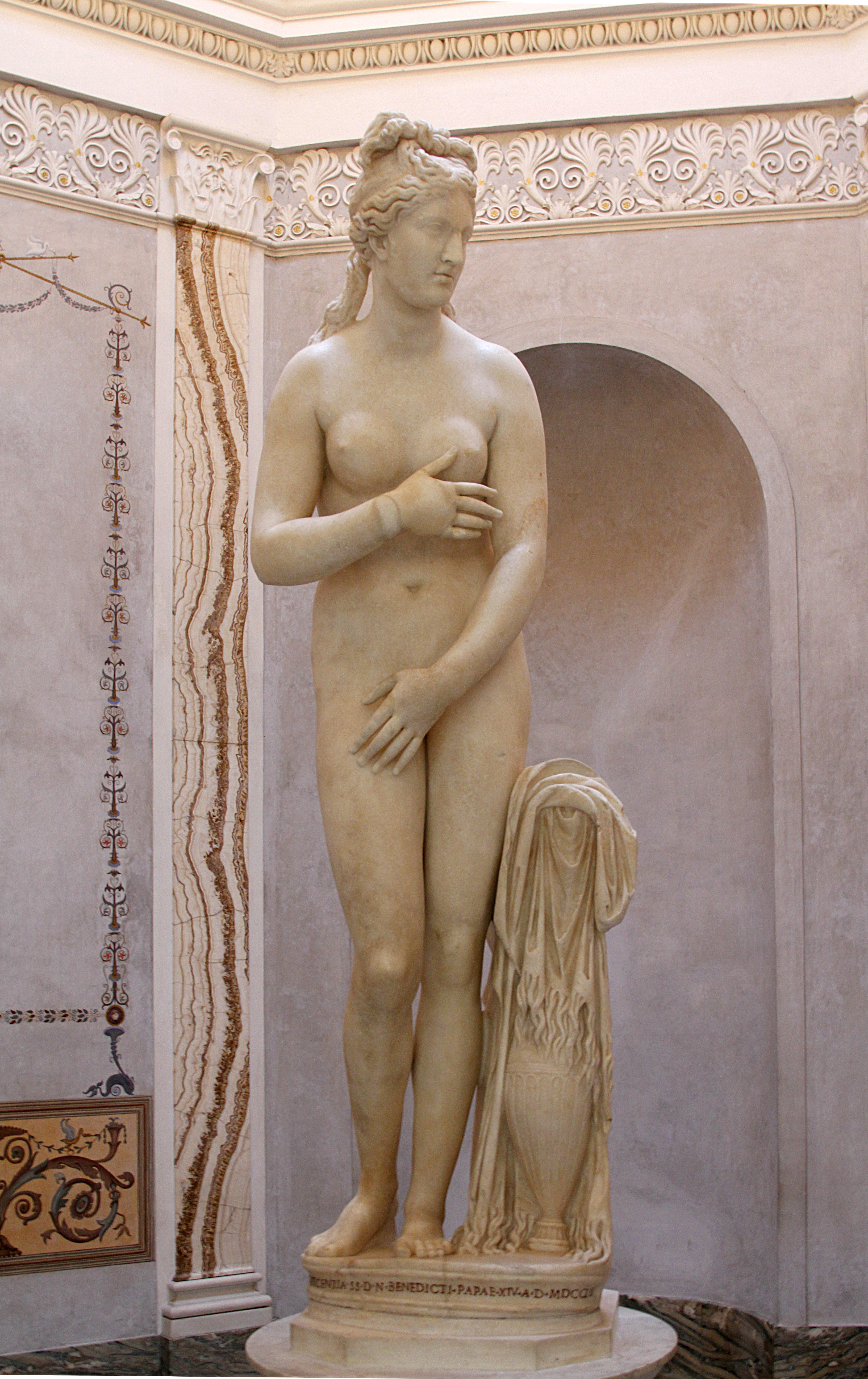
La Vénus du Capitole.
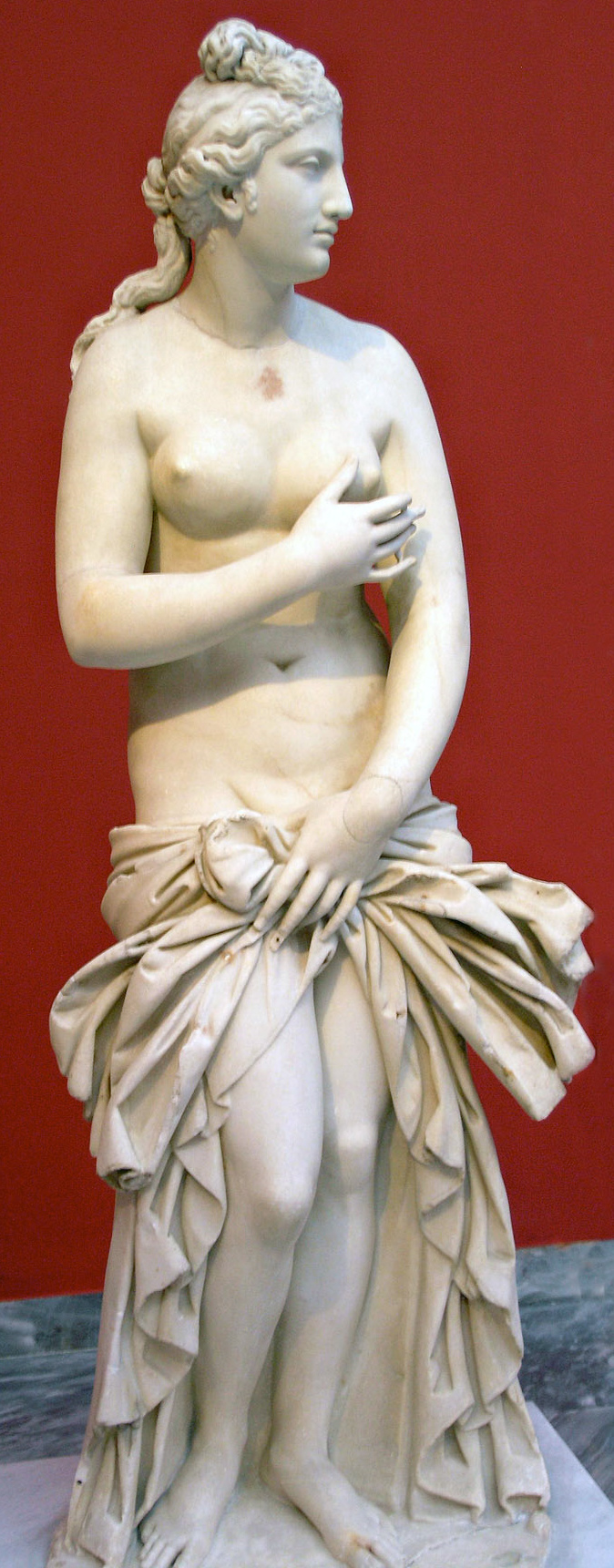
Copie de l'Aphrodite de Syracuse.
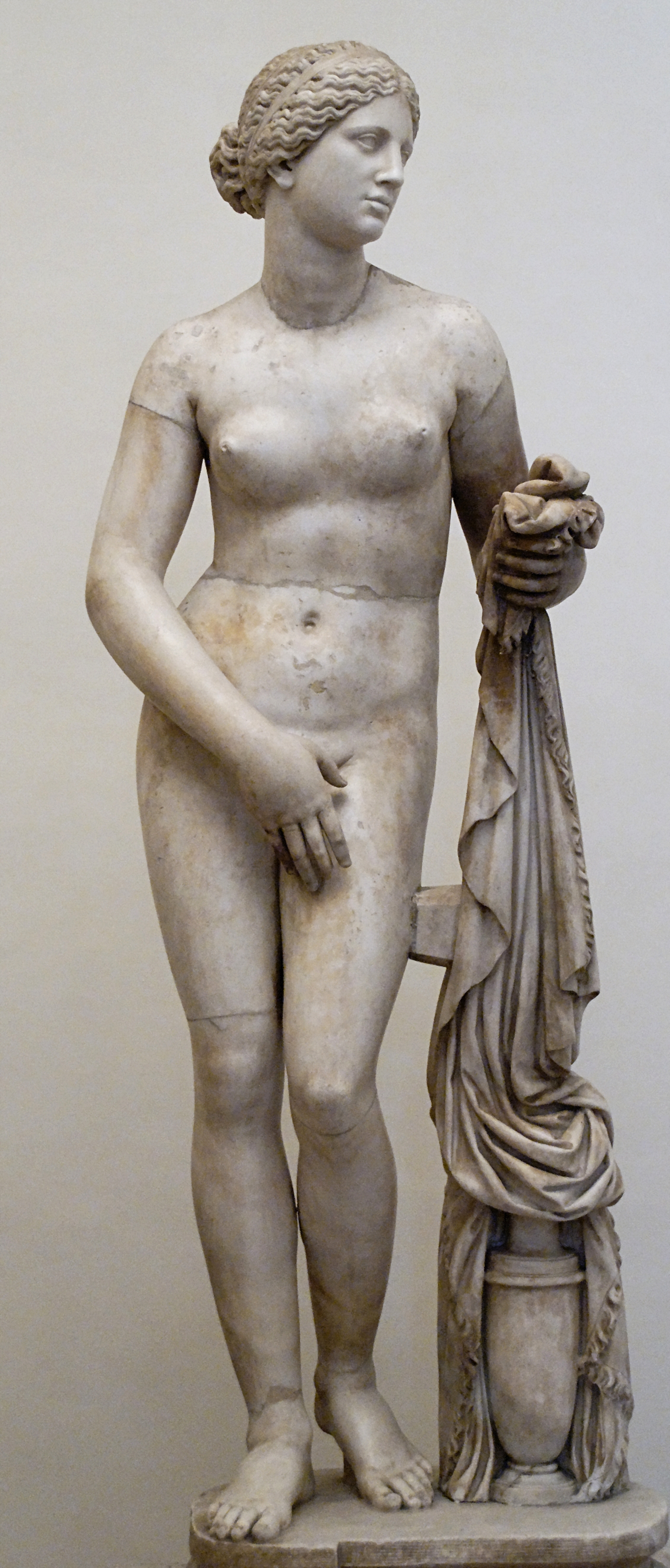
Aphrodite dite de Cnide (restaurée).

Troade
La cité de Nouvelle-Ilion (Novum Ilium) frappe des monnaies à son effigie[réf. nécessaire].

### Chypre

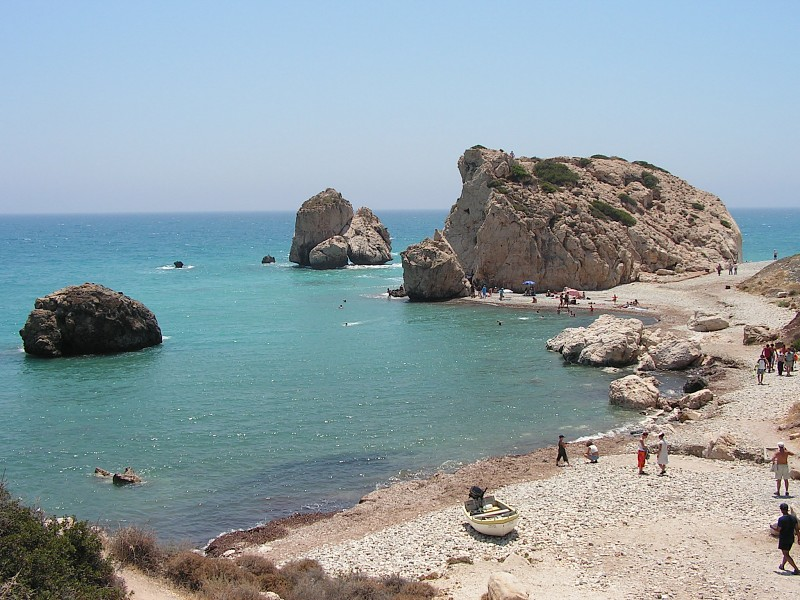
Paphos : le rocher d'Aphrodite, lieu où selon la tradition locale la déesse serait née.

- Aphrodite est aussi appelée Cypris.
- Paphos : Selon Pausanias, son premier lieu de culte est la cité de Paphos[71], sur l'île de Chypre, que l'Odyssée mentionne déjà comme son lieu de séjour[72]. Ses mystères sont célébrés chaque année. Ils comprennent une procession allant de Paphos à Golgoi. C'est à cette fête qu'il faut peut-être rattacher un rite que rapporte l'apologiste chrétien Clément d'Alexandrie, selon lequel les participants reçoivent un gâteau en forme de phallus et apportent une pièce de monnaie, « comme à une courtisane ses amants »[73]. Il est probable que l'argent dont Clément parle soit en fait destiné aux sacrifices ou à payer la taxe pour les oracles[74], mais il est également possible que la prostitution sacrée ait également été pratiquée[75].
- Salamine de Chypre : Aphrodite est également vénérée à Salamine de Chypre[76], sur le mont Idalion[77] et à Amathonte[78].
- Un mois du calendrier chypriote, Aphrodisios, lui est consacré[79].

À Amathonte, autre foyer important de son culte insulaire, il existait une statue barbue d'un Aphrodite mâle, appelé Aphroditos. Philochore dans son Atthis (ap. Macrobe loc. cit.) identifie cette divinité, au sacrifice de laquelle hommes et femmes échangeaient des vêtements, avec la Lune. Une plaque en terre cuite du VIIe siècle av. J.-C. représentant Aphroditos a été trouvée à Perachora, ce qui suggère qu'il s'agissait d'un culte grec archaïque. Cette Aphrodite chypriote est la même que l'Hermaphrodite ultérieur, qui signifie simplement Aphroditos sous la forme d'un hermès, un buste surmontant un bloc quadrangulaire: Ce dernier est documenté pour la première fois dans la littérature dans les Caractères (XVI) de Théophraste.

### Cythère
Aphrodite est aussi appelée « Cythérée » Κυθέρεια. D’après Hésiode, l’île de Cythère a, la première, accueilli Aphrodite émergeant de la mer, mais c’est à Chypre qu’il permet à la déesse de prendre réellement pied. Le culte de la déesse dans l’île a une réputation d’ancienneté, les auteurs anciens lui attribuant une origine phénicienne ou troyenne.
On y trouve un sanctuaire d'Aphrodite Ourania. La déesse est représentée par un xoanon armé. La numismatique souligne l’importance du culte insulaire. Des monnaies en bronze, datant du IIIe siècle avant J.-C, offrent l’image d’une tête de la déesse accompagnée de colombes.

### Attique
En Attique, on discerne deux grands groupes de cultes, les uns en rapport avec la geste de Thésée ou d’autres personnages de ce cycle de légendes, notamment Égée, Phèdre et Hippolyte, les autres qui situent Aphrodite dans des jardins.
À Athènes, sur l’agora, se trouve un sanctuaire d’Aphrodite Ourania comprenant un autel monumental. Pausanias évoque également un culte d’Aphrodite Ourania à Athmonia, un dème situé au nord-est de la ville. L’écrivain grec avance que c’est Égée qui a instauré le culte à Athènes motivé par son aspiration à avoir des enfants et par sa volonté d’apaiser la colère de la déesse qui avait attiré le malheur sur ses sœurs.
Il est aussi vraisemblable qu’au IIe siècle, un sanctuaire accueillant les statues d’Aphrodite et de Péitho s’élevait entre le temple de Thémis et l’entrée de l’Acropole, non loin d’un sanctuaire de Gé et de Déméter. Des témoignages épigraphiques et les sources littéraires attestent également l’existence d’un sanctuaire d’Aphrodite en relation avec Hippolyte à Athènes, au flanc sud de l’Acropole, depuis le Ve siècle av. J.-C. au moins.
Aphrodite possède deux sanctuaires au Pirée, au bord du port de Kantharos, l'un attribué à Thémistocle, l'autre à Conon qu'il « fit bâtir après la victoire navale qu'il remporta sur les Lacédémoniens, vers Cnide, dans la Chersonèse de Carie »,.
Un sanctuaire dédié à Aphrodite se situait dans la cité de Mégare qui contenait aussi une statue de la déesse Péitho et une autre de la déesse Paregoros.

### Péloponnèse

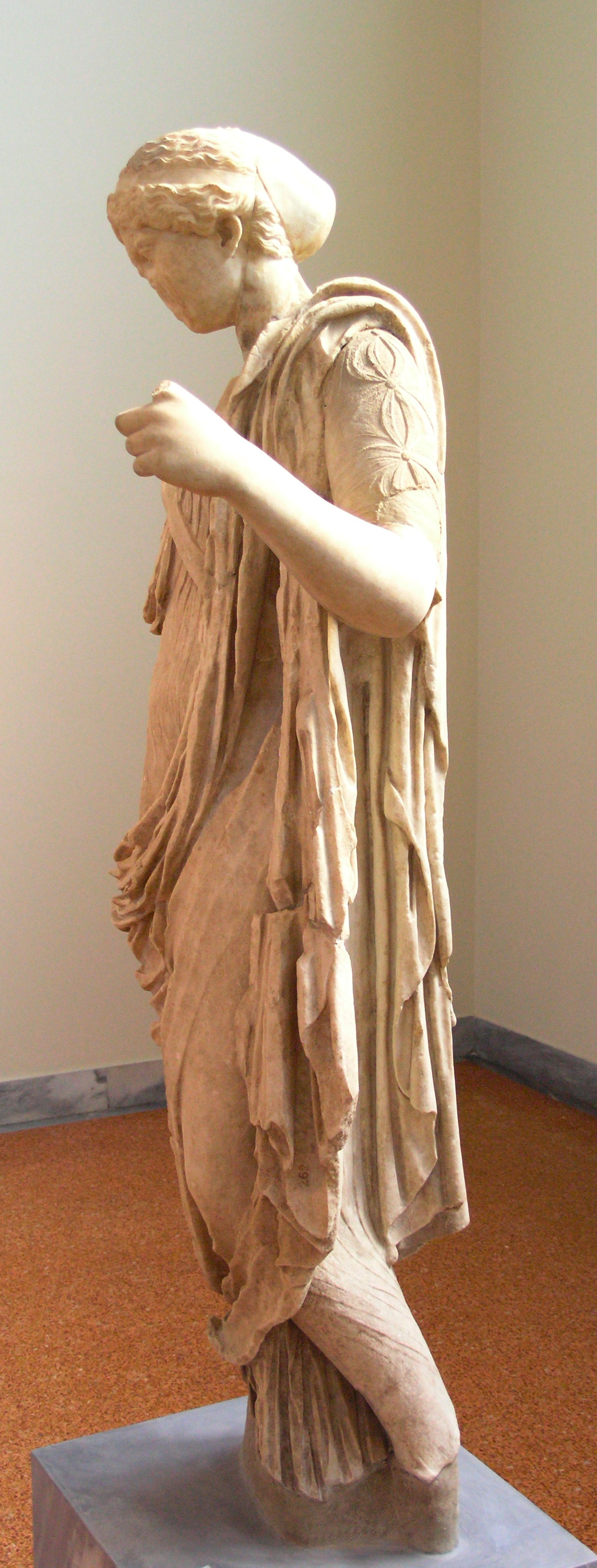
Copie romaine d'une statue d'Aphrodite Areia trouvée à Épidaure. Original créé par l'école de Polyclète.

Dans le Péloponnèse, son lieu de culte le plus connu est Corinthe : en armes, elle est vénérée sur l'Acrocorinthe et sous l'épiclèse de Mélainis, dans le bois du Cranion. Selon Strabon, qui écrit aux débuts de l'ère chrétienne, on y pratique la prostitution sacrée : « le temple d'Aphrodite à Corinthe était si riche, qu'il possédait à titre de hierodules ou d'esclaves sacrés plus de mille courtisanes, vouées au culte de la déesse par des donateurs de l'un et de l'autre sexe ». Déjà au Ve siècle av. J.-C., Xénophon de Corinthe consacre au temple plusieurs prostituées sacrées en remerciement de sa double victoire aux jeux Olympiques et commande à Pindare un chant de gala (scolie) qui chante les « filles très accueillantes, servantes de Peïtho [la persuasion] en la fastueuse Corinthe ». Ces hiérodules prennent part aux Aphrodisies locales et intercèdent pour la cité en cas de danger. La réalité de la prostitution sacrée corinthienne a été toutefois contestée par des études modernes. Vinciane Pirenne-Delforge, sur la base d'importantes études, a démontré dans l’ouvrage L’Aphrodite grecque (1994) que cette pratique n'a jamais existé dans la ville de Corinthe. La ville de l'isthme était célèbre pour son nombre de prostituées, mais il s'agirait de prostitution « profane ». Les offrandes qu'Aphrodite recevait de la part de pornai et de courtisanes était du ressort des honneurs que ces femmes devaient à la divinité qui patronnait leur profession.
Dans le port de Cenchrées, l'un des deux ports de Corinthe, se trouvent un temple et une statue en pierre d’Aphrodite. Ici, selon Vinciane Pirenne-Delforge, c’était incontestablement l’Aphrodite marine, protectrice de la navigation qui régnait sur les bords du golfe.
À Sparte, la déesse possédait dans la cité de Sparte un caractère militaire indéniable. Sur l’acropole se situe un temple d’Aphrodite Areia « armée, guerrière ». Aphrodite y possède plusieurs sanctuaires, dont le plus ancien comporte deux statues archaïques : une Aphrodite en armes et Aphrodite Morpho, dont la statue est assise, portant un voile et des chaînes aux pieds. Morpho dérive de μορφή qui signifie la forme dans ce qu’elle a d’harmonieux, et donc la « beauté ». Hélène, double humain de la déesse, assume à Sparte des prérogatives qui sont en règle générale attribuées à Aphrodite, et était honorée afin qu'elle accorde la beauté à toutes les jeunes filles arrivées à l’âge du mariage. Cette beauté signifie leur capacité de susciter le désir masculin, domaine où la puissance d’Aphrodite est sans partage. Aphrodite est donc notamment liée à la sexualité des jeunes gens, mais ici, ce sont les mères des jeunes mariées qui offrent un sacrifice à la déesse.
À Gythéion, le port de Sparte situé sur la côte ouest du golfe de Laconie, Aphrodite Μιγωνῖτις / Migônitis est honoré par un culte que Pâris aurait fondé lui-même, après avoir obtenu pour la première fois les faveurs d'Hélène sur l'îlot voisin, Cranaé. L’épiclèse Migônitis est éloquente : formée sur le verbe μίγνυμι, elle évoque clairement la relation sexuelle, qualification naturelle pour une déesse patronne de la sexualité.

### Colonies grecques de Méditerranée occidentale
- Olbia (Hyères) : Aphrodite y possède un sanctuaire.

### Autres lieux
- Aphrodite est aussi appelée Amathusie.
- Aphrodite est aussi appelée Acidale (en référence à la fontaine Acidalie près d'Orchomène, en Béotie, où elle se baigne avec les Charites (Grâces)).

## Développements ultérieurs

### Orphisme
pseudo-Orphée (Hymnes orphiques, 43, Parfum de Liknitès — La Manne):
- « J’invoque par ces prières Dionysos Liknitès, le Nysien florissant, le désirable et joyeux Bakkhos, nourrisson des Nymphes et d’Aphrodite à la belle couronne ».

pseudo-Orphée (Hymnes orphiques, 52, Parfum d'Aphrodite):
- « Ouranienne, célébrée par mille hymnes, Aphrodite qui aimes les sourires, née de l’écume, Déesse génératrice, qui te plais dans la nuit noire, vénérable, nocturne, qui unis, pleine de ruses, mère de la nécessité, toutes les choses sortent de toi, car tu as soumis le Kosmos et tout ce qui est dans l’Ouranos et dans la mer profonde et sur la terre fertile, ô Vénérable ! Conseillère de Bakkhos, qui te réjouis des couronnes et des noces, mère des Éros, qui aimes les lits nuptiaux, qui accordés en secret la grâce, visible et invisible, aux beaux cheveux, Louve porte-sceptre des Dieux, génératrice, qui aimes les hommes, très-désirable dispensatrice de la vie, qui unis les vivants par des nécessités invincibles et qui saisis, à l’aide de tes charmes, d’un désir furieux, la race innombrable des bêtes sauvages, viens, Déesse née dans Kypros (Chypre), sois-nous favorable, belle Reine, soit que tu souries dans l’Olympe, soit que tu parcoures tes demeures dans la Syrie qui abonde en encens, soit que, sur tes chars ornés d’or, tu visites les rives fertiles du fleuve Aigyptos (le Nil) ; soit que, sur les hauteurs qui dominent l’onde marine, tu te réjouisses des danses circulaires des hommes, ou que tu te plaises, sur la terre divine et dans ton char rapide, au milieu des Nymphes aux yeux bleus, le long des sables du rivage ; soit que, dans la royale Kypros qui t’a nourrie, les belles vierges et les nouvelles mariées, ô Bienheureuse, te célèbrent par leurs hymnes, toi et l’ambrosien Adonis, viens, ô belle et très-désirable Déesse ! Je t’invoque avec un cœur innocent et par des paroles sacrées. »

Pseudo-Orphée (Hymnes orphiques, 54, Parfum de Hermès souterrain — Le Styrax) :
- « Toi qui hantes le chemin du Kokytos (le Cocyte) inévitable d’où nul ne revient, et qui conduis sous terre les âmes des morts, Hermès, fils de Bakkhos-Dionysos et de la Vierge Paphienne, Aphrodite aux sourcils arqués. »

### Platonisme: Aphrodite Ourania et Aphrodite Pandémos
Dans le Banquet de Platon, la discussion s'engage entre Socrate et ses proches. L'un d'eux, Pausanias, déclare « Tout le monde sait bien qu'Amour est inséparable d'Aphrodite. Ceci posé, si Aphrodite était unique, unique aussi serait Amour. Mais puisqu'il y a deux Aphrodite, forcément il y a aussi deux Amours. Or, comment nier ici l'existence de deux déesses ? L'une, sans doute la plus ancienne, qui n'a point de mère et est fille de Ciel, est celle que nous nommons Ourania (Céleste). Mais il y en a une autre, moins ancienne, qui est fille de Zeus et de Dioné, celle-là même que nous appelons Pandémos (Commune, Vulgaire) ». Par la suite, Pausanias décrit les deux formes d'amour. L'Aphrodite vulgaire est la moins morale. Elle dirige ceux dont les « visées vont uniquement à l'accomplissement de l'acte ». Ces derniers « ne s'inquiètent pas que ce soit ou non de belle façon ». L'Aphrodite céleste, en revanche, est la plus élevée. Elle inspire les amitiés viriles.
- Platon ne mentionne pas ses sources Homère et Hésiode. Les historiens modernes placent Homère au IXe – VIIIe siècle av. J.-C., et Hésiode au VIIIe – VIIe siècle av. J.-C. Platon a vécu de -428/427 à -348/347. L'attestation la plus ancienne est donc mentionnée par Homère : Aphrodite est fille de Zeus. Hésiode, quant à lui, mentionne ultérieurement une Aphrodite issue d'Ouranos. Cette dernière légende donne donc une Aphrodite antérieure à Zeus.

Xénophon (-430 à -355, disciple de Socrate), dans son Banquet, parle également d'une Aphrodite vulgaire (Pandêmos) et d'une Aphrodite céleste (Ourania). La discussion réunit Socrate et plusieurs de ses proches (Charmide, Critobule, Nicératus, Hermogène, Antisthène, Callias). Socrate dit : « N’y a-t-il qu’une seule Aphrodite ou bien deux, l'Aphrodite Ourania et l'Aphrodite Pandémos ? Je l’ignore : car Zeus, qui sans doute est seul, a lui-même tant de noms ! Mais ont-elles leurs autels et leurs temples distincts ? offre-t-on à l'Aphrodite Pandémos des sacrifices moins relevés, et à l'Aphrodite Ourania des offrandes plus chastes ? C’est ce que je n’ignore point. Et l’on peut croire que l'Aphrodite Pandémos inspire les amours du corps, tandis que l'Aphrodite Ourania des offrandes plus chastes ? C’est ce que je n’ignore point. Et l’on peut croire que l'Aphrodite Pandémos inspire les amours du corps, tandis que l'Aphrodite Ourania inspire l’union des âmes, l’amitié, les actes généreux ».
Pour Vinciane Pirenne-Delforge, malgré le succès que cette conception intellectuelle a eu dans son interprétation populaire, les deux épiclèses de la déesse ne la divisait pas en figures divines aussi antagonistes. S'il existe des différences entre les cultes d'Aphrodite Ourania et d'Aphrodite Pandémos, elles ne justifient en aucun cas cette opposition irréductible imaginée par Platon et Xénophon.

## Représentations artistiques

### Antiquité
À Paphos, son principal centre de culte chypriote, la déesse n’était pas représentée sous une forme humaine, mais comme un cône, une pyramide ou un omphalos, selon les auteurs anciens. Cette figuration aniconique est illustrée par des monnaies, des bagues et des sceaux.
Aphrodite est la seule déesse qui soit souvent représentée nue dans l'Antiquité. La représentation d'Aphrodite nue apparaît au VIe siècle avant notre ère, et reste encore très rare au Ve siècle.
Vers -460, les vases attiques à figures rouges figurent la naissance d'Aphrodite. La déesse entraîne à sa suite Éros et des divinités allégoriques comme Péitho (la Persuasion), Pothos ou Himéros (le Désir). Elle est souvent accompagnée des nymphes, des Heures, des Charites, des Tritons et des Néréides.
Le type de l'Aphrodite anadyomène, surprise sortant de l'eau, quelquefois avec son fils Éros date du Ve siècle avant notre ère. La variante dite Aphrodite pudique apparaît vers -330.
La statue d'Aphrodite (retrouvée en 1820 sur l'île de Milos et baptisée improprement Vénus de Milo à l'époque) représente un type plus récent (période hellénistique, vers 150-130 avant notre ère). Seul le torse est nu ; une draperie suggère la forme des membres inférieurs (avec un fort contrapposto). La Vénus d'Arles illustre aussi cette représentation.
Il existe aussi des effigies d'Aphrodite courotrophe (avec un enfant dans les bras).

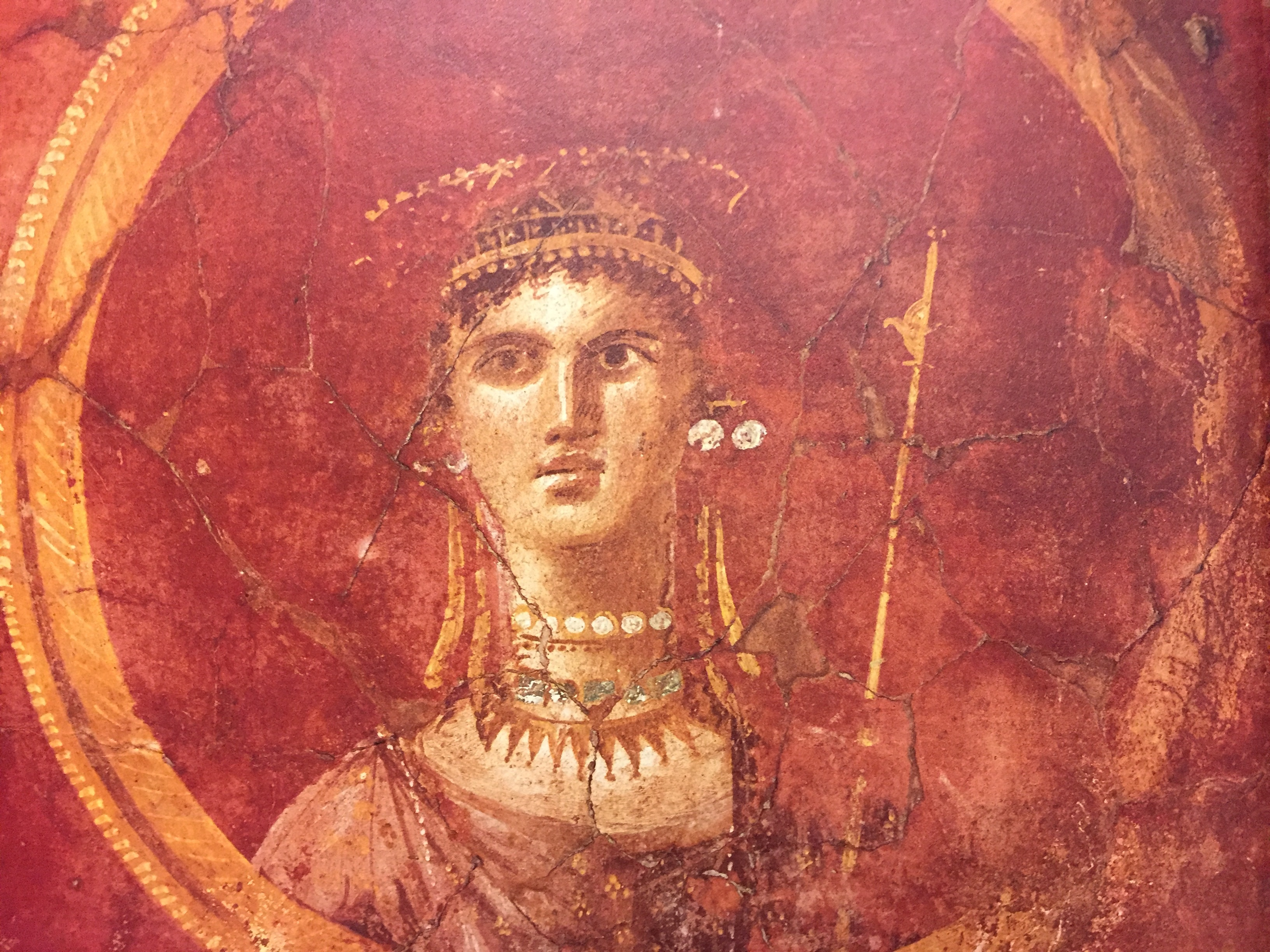
Vénus Aphrodite Pompeii, Ier siècle.
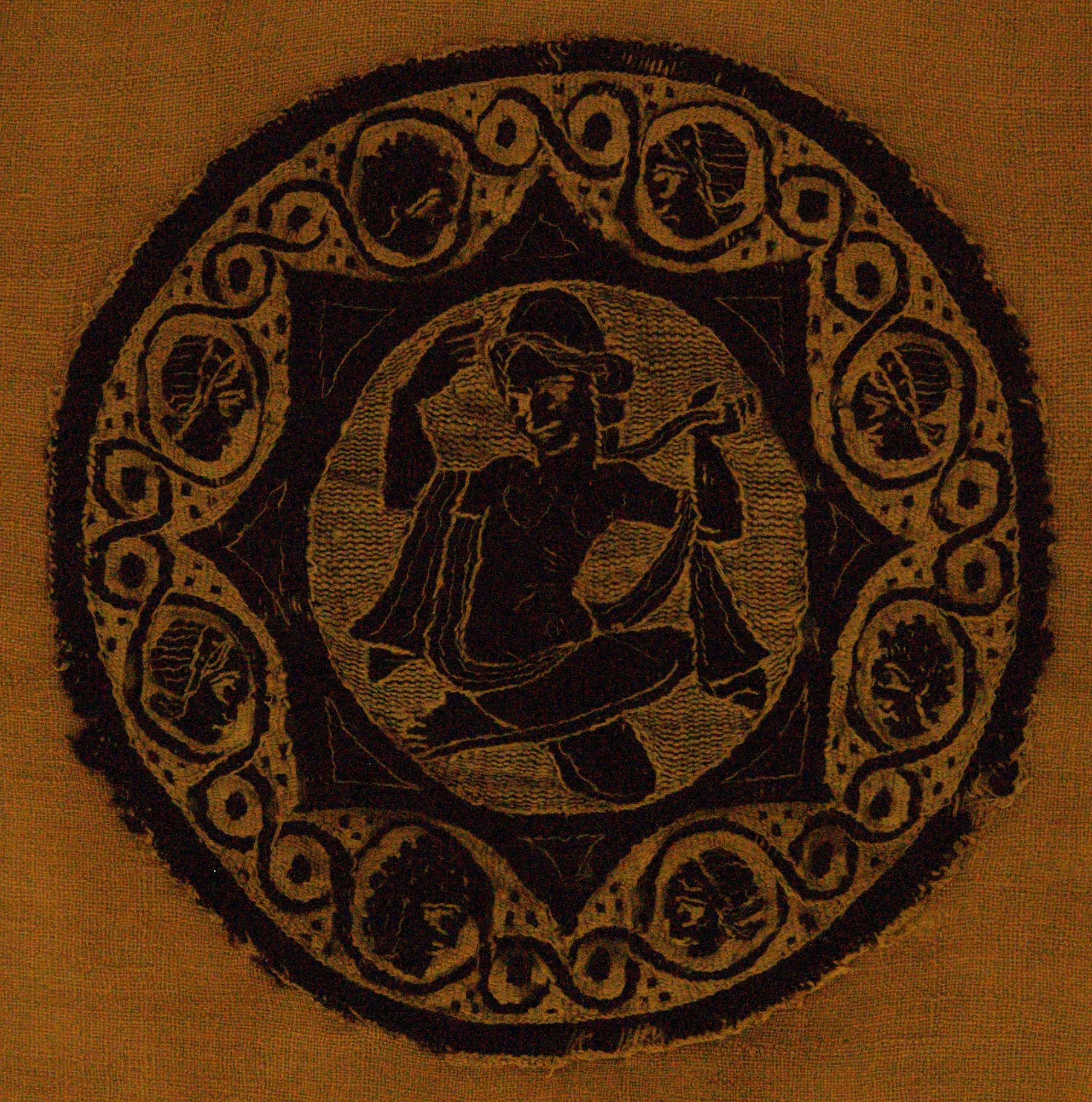
Aphrodite accroupie. Broderie en lin et laine. Égypte copte, IIIe – IVe siècle.
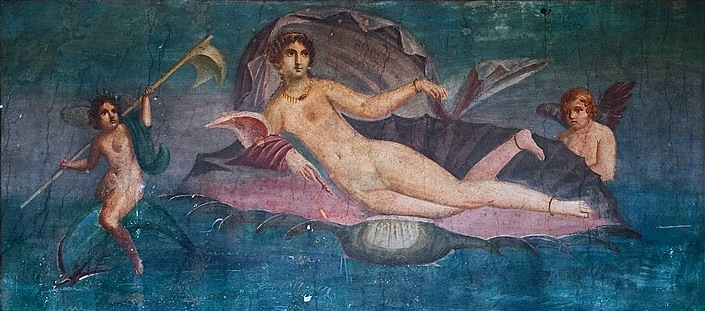
Aphrodite Anadyomène Pompeii, avant 79.

### De la Renaissance à nos jours
Aphrodite-Vénus a fait, depuis la Renaissance, l'objet d'un grand intérêt, avec de nombreuses interprétations artistiques.

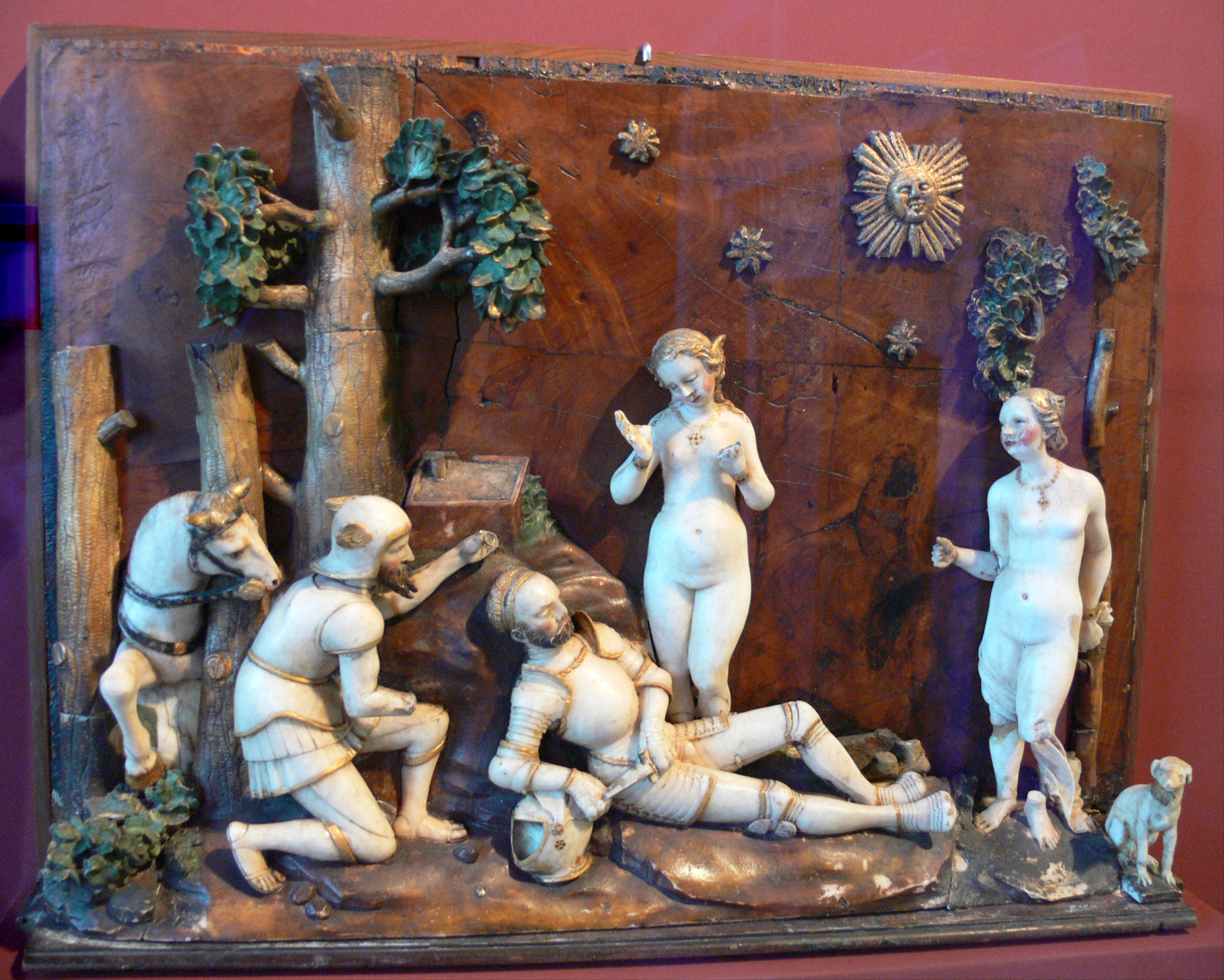
Le Jugement de Pâris, Albâtre sur plaque de bois, vers 1535 (Bode-Museum, Berlin).
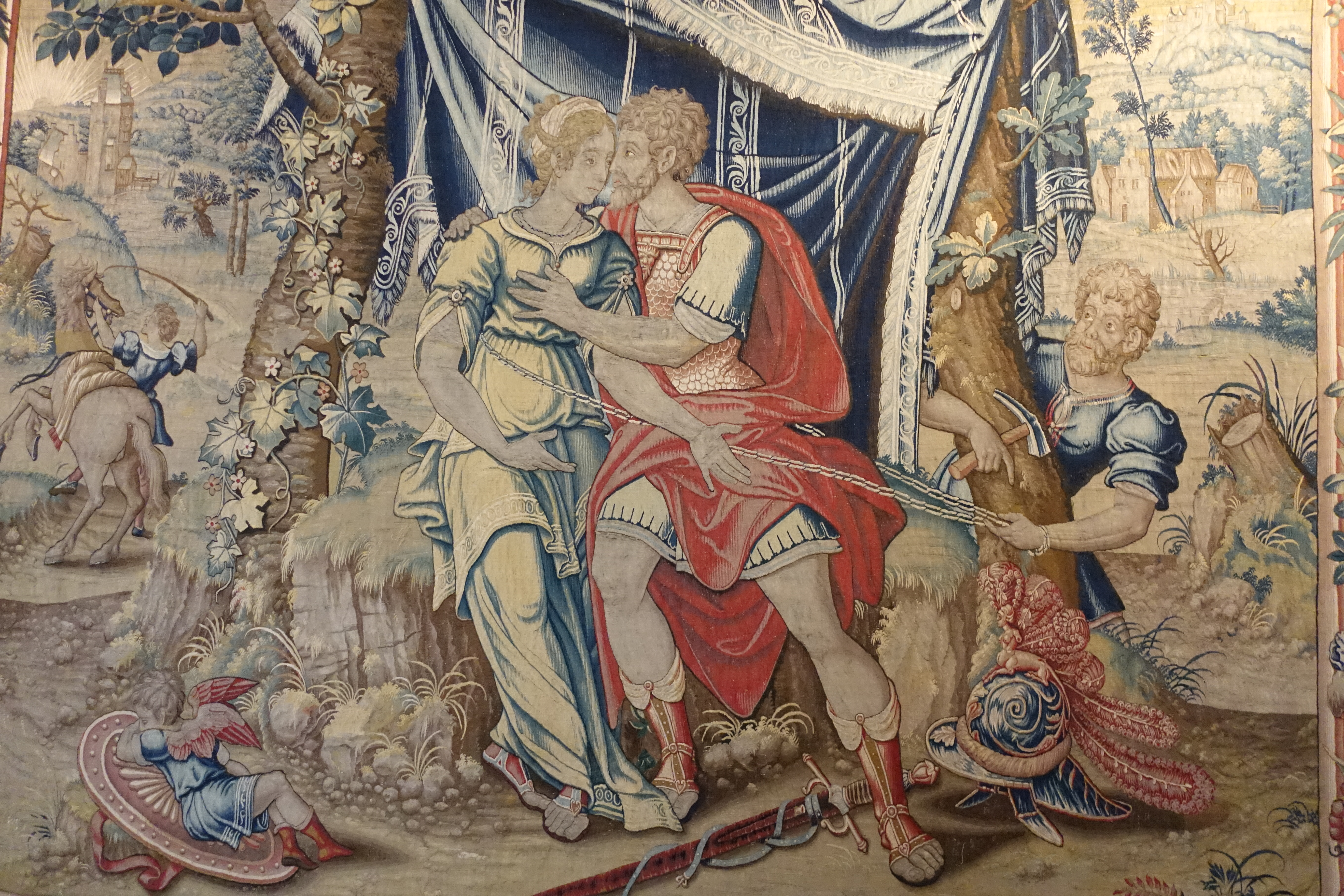
Héphaïstos s’apprêtant à attraper Arès et Aphrodite dans un filet.
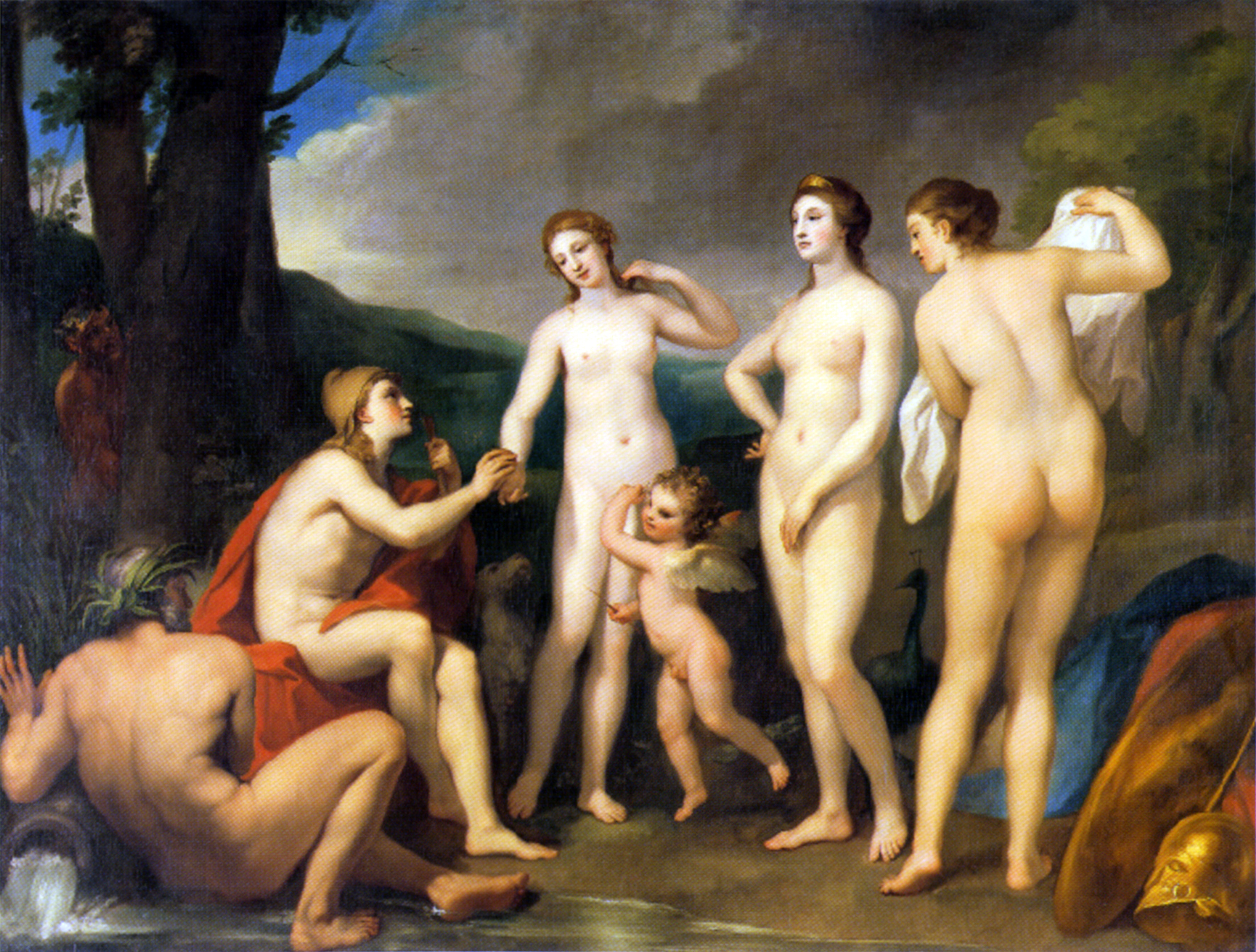
Anton Raphael Mengs, Le Jugement de Pâris, 1757, musée de l'Ermitage.
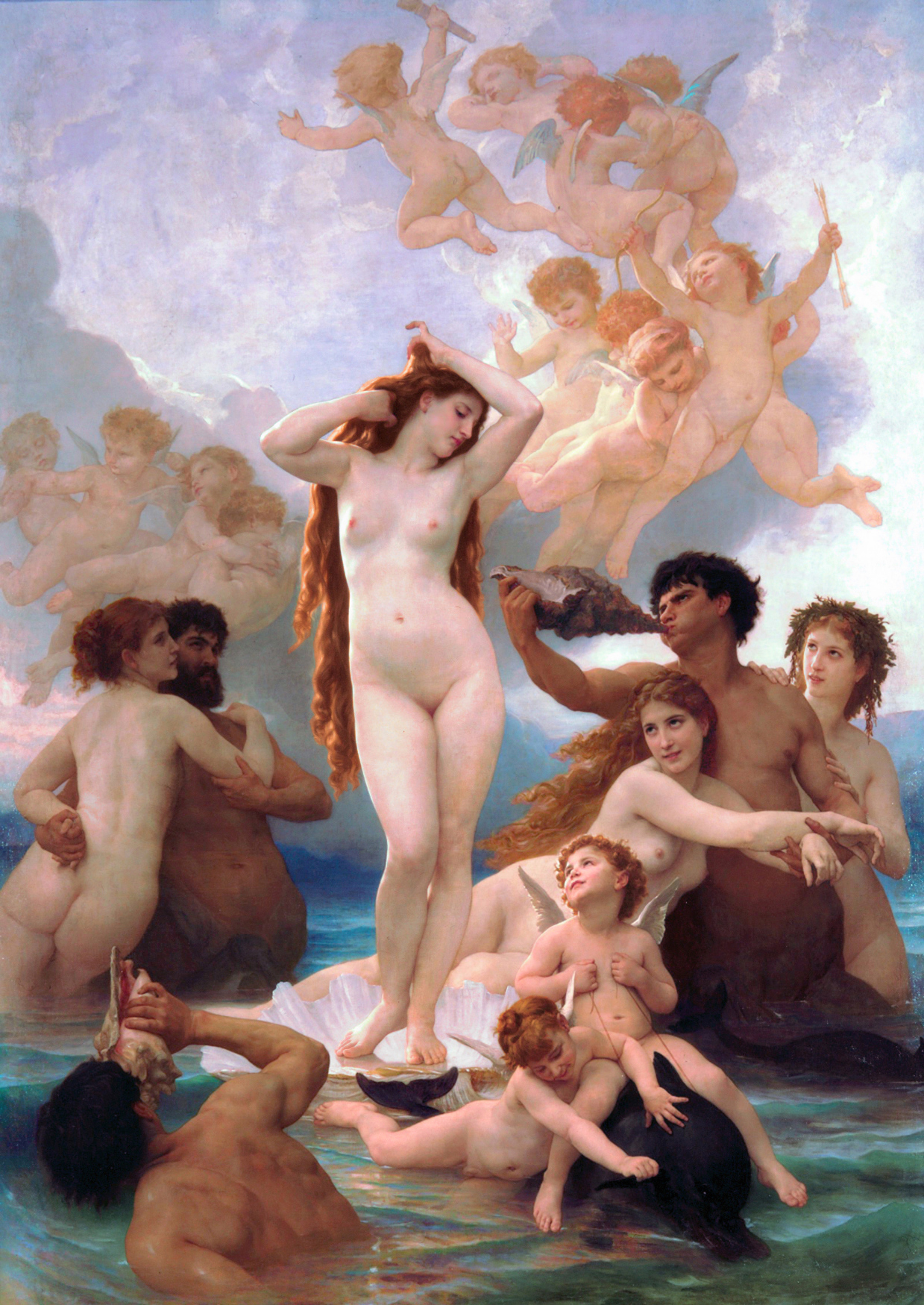
William-Adolphe Bouguereau, La naissance de Vénus, 1879.
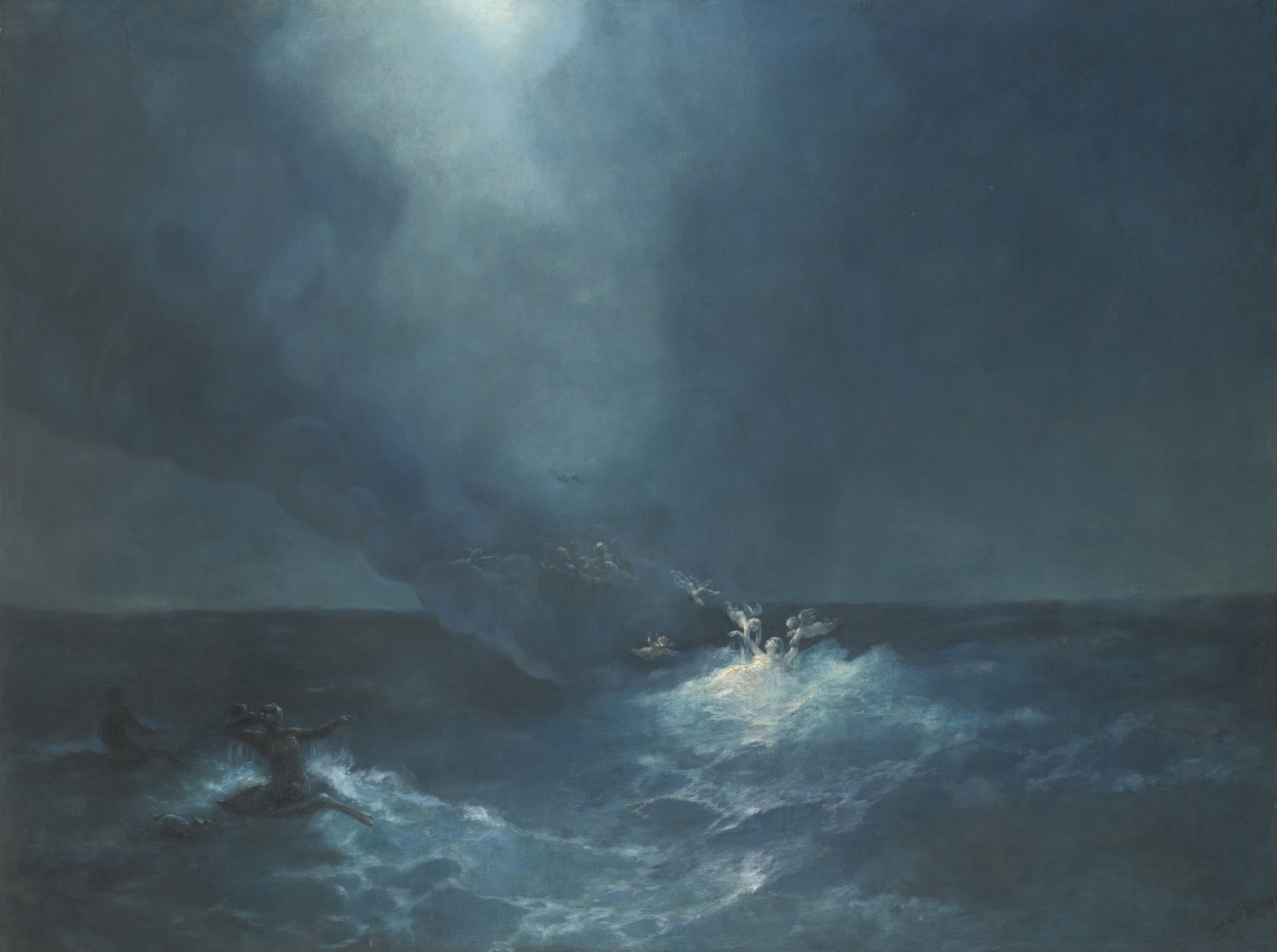
Ivan Aïvazovski, La Naissance d'Aphrodite, 1887.

### En biologie
Plusieurs espèces biologiques sont dédiées à la déesse, comme les vers marins de la famille des Aphroditidae, dont l'espèce-type est Aphrodita aculeata.

### Période contemporaine

#### Peinture
- Victor Isbrand : Aphrodite et Éros

#### Littérature
- 1896 : Aphrodite (Mœurs antiques). Roman de l'écrivain français Pierre Louÿs, publié en 1896.
- 1931 : Aphrodite en Aulide (Aphrodite in Aulis). Roman de l'écrivain irlandais George Augustus Moore, publié en 1931.
- 2019 : Aphrodite made me do it. Recueil de poèmes de l'Américaine Trista Mateer, publié en 2019.

#### Musique
- 1906 : Aphrodite, opéra de Camille Erlanger, adapté du roman de Pierre Louÿs, créé à l'Opéra Comique.

### Filmographie

#### Cinéma
- 1981 : Ursula Andress dans Le Choc des Titans.
- 1997 : Elle apparait dans Hercule.
- 2022 : Barbara Tissier dans Pattie et la Colère de Poséidon.

#### Télévision
- De 1997 à 2001 : Alexandra Tydings dans les séries Hercule et Xena, la guerrière.
- 1998 : Lisa Kudrow dans Hercule.
- 2016 : l'épisode 7 Aphrodite, sous la loi du désir de la série Les Grands Mythes est centré sur elle.
- 2018 : L'actrice Lex King dans Troie : La Chute d'une cité, qui commence au moment où le prince troyen Pâris choisit de lui donner la pomme d'or de la discorde[100].